# 朝鮮人民軍の兵器一覧
朝鮮人民軍の兵器一覧（ちょうせんじんみんぐんのへいきいちらん）は、朝鮮人民軍が保有する、もしくは保有していると考えられている兵器の一覧である。各兵器の詳細については、各項目を参照されたい。
名称が「M」「KN」に始まるものは、一部を除きアメリカ国防総省が名づけたコードネームで、正式名称ではない。4桁の数字は最初に確認された年を西暦で表したものである。

## 銃砲類

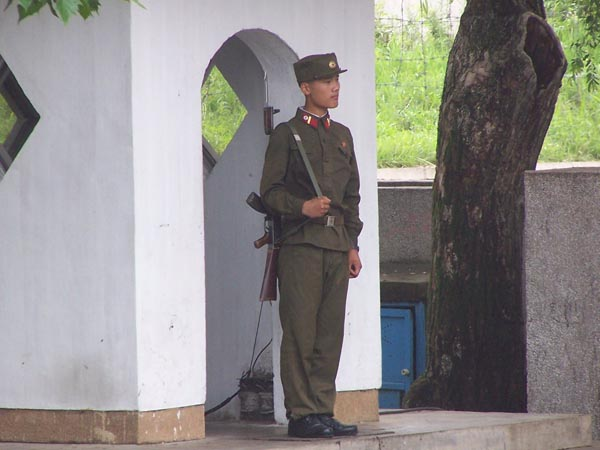
非武装地帯で警備をする朝鮮人民軍兵士。AK系ライフルの先端に銃剣を装着している

### 拳銃・自動拳銃
- トカレフTT-33 - ソビエト連邦（ソ連）製の自動拳銃で、68式拳銃の原型となった。既に退役済みとされる。
- 54式拳銃（英語版） - 別名チャイニーズトカレフ。トカレフTT-33の中国版改良品で、中国北方工業公司（NORINCO）製。原型と同じく退役済みとみられる。
- 64式拳銃 - 北朝鮮が初めて国産化した拳銃。FN ブローニングM1900の改良型。将校自衛用と特殊部隊用の消音器装着型が存在する[1]。
- マカロフ　PM - ソ連にてトカレフTT-33の置き換え用として開発された拳銃｡66式拳銃のベースとなった拳銃で軍の将校や北緯38度線付近の警備兵等が携行している様子が目撃されている｡[要出典]
- 66式拳銃 - マカロフ PMをライセンス生産したもの[2]。[信頼性要検証]
- 68式拳銃 - トカレフTT-33の独自改良型。人民軍のみならず、警察などで広く用いられているとされる。輸出もされている[1]。韓国では、68式拳銃として知られる物が66式拳銃と認知されている。
- 70式拳銃 - 将校用に開発された小型拳銃。アフリカなどへ輸出されている[1]。
- FN ブローニング・ベビー - 1980年に、韓国への海路潜入作戦が失敗した際に、工作員の遺体からサプレッサー付きの本銃が回収されている[3]。スパイ等に暗殺用で採用されている可能性がある。
- ブローニングハイパワー - 工作員が多用しているとされ、1996年9月の江陵浸透事件では工作員の遺留品から発見されている[4]。コピー品の可能性もある。
- 白頭山拳銃 - 金正日政権時から軍の将校に贈与している様子が目撃されていた。記念品等で贈与された個体に関しては装飾が施されているものが多い｡2010年代後半からは軍関係を特集する映像等にて頻繁に目撃されるようになった。
- Cz82（英語版） - サプレッサーを装着したものが工作員等の一部部隊に配備されている[要出典]。
- CF-98 - 2016年辺りにコンゴ民主共和国にて発見された。グリップに北朝鮮製拳銃によく見られる星の刻印がされている。本家にはCF-98という輸出向けのバリエーションがあるためそのコピーと思われる。
- M1911 - アメリカ製の自動拳銃。北朝鮮にあるM1911は、中国製のコピーとみられる。金正日の警護官が携行、金正日や彼の専属料理人だったとされる藤本健二が余興で発砲することもあったという[5]。

### 短機関銃
- Vz61 - 特殊部隊が使用しているとされ、1980年に発生した工作員による韓国への海路進入作戦（失敗）[3]や、1998年12月に発生した半潜水艇による韓国への進入作戦（失敗・撃沈）で遺留品から発見されたほか[6]、韓国領内の南侵トンネルから消音器付きで発見された。国産化が試みられ、試作品が製造されたとされるが、工作員から回収された本銃はすべてオリジナルのチェコスロバキア製である[3]。
- M3サブマシンガン - アメリカ製の短機関銃。朝鮮戦争ごろに、オリジナルのアメリカ製M3と、中国製のコピーである36式を中国から多数入手している[3]。1962年発行の「米帝国主義の手先、朴傀儡政権を打倒せよ!!」と題した切手には、朴正煕風の男が2人の朝鮮人民軍兵士に突き立てられる絵が描かれているが、それぞれAK系のライフルとM3サブマシンガンを携行している[7]。また、軽歩兵旅団にも配備されているという[8]。2003年時点でも、赤軍青年隊によって使用されていることが確認されている[3]。
- 49式短機関銃 - ソ連製のPPSh-41を国産化した短機関銃。1950年代まで製造され、58式小銃や63式小銃の配備で民兵向けに払い下げられた[9]。
- PPSh-41 - 上記の49/50式短機関銃の原型となった銃。こちらも同じく民兵向けに払い下げられたか退役したと思われる。2022年の朝鮮人民軍創立90周年を記念して行われた軍事パレードでは展示用として登場したため、予備保管されていると思われる。[要出典]
- PPS - ソ連製短機関銃。ソ連及び中国から入手した[3]。
- 新型短機関銃(PP-19-01 Vityaz-SN) - 2020年10月の軍事パレードで初めて確認された新型と思われる短機関銃。映像で確認する限り、AK系の流れを組み、それらか98式小銃を参考にしたと思われる形状をしていた。式典中では、スコープかレーザーサイト、消音器、フラッシュライトかレーザーポインターがレイルシステムを介して取り付けられ、またダブルマガジン、伸縮式か折畳式の銃床が取り付けられていた。弾倉の大きさから9×18mm マカロフ弾クラスの弾を使用する可能性がある。[要出典]

### 自動小銃
- 63式小銃 - SKSカービンのライセンス生産型[3]。儀仗兵用のクロムメッキされたものがあるが、SKSカービンの儀仗用タイプと装飾が異なる[要出典]。
- 58式小銃 - AK-47のライセンス生産型[10]。原型と比べると、ストックやグリップなどの木製部品が合板から単材に変更されている[10]。約80万丁が製造されたとされ、58式1型と呼ばれる折りたたみ式銃床を備えるものもある[11]。現在は主に労農赤衛隊に配備されているとされ、2012年3月には本銃を構える労農赤衛隊員の写真が公開された[12][3]。2021年9月に行われた軍事パレードでは､民兵組織の部隊が装備し、また銃剣やGP-25擲弾発射機を取り付けていた[要出典]。

- 56式小銃 - 中国でのAK-47のライセンス生産型。[要出典]
- 68式小銃 - AKMに似た58式小銃の後継小銃[10]。AKMと比べると、射撃を安定させるスタビライザーが装備されていない、ストックやグリップなどの木製部品が合板から単材に変更されている、フォアストックに膨らみがないなどの違いがあり、AKMというよりは中国の56式小銃の近代化モデルに近い特徴を持つ[10]。68式1型と呼ばれる折畳み式銃床を備えるものがあるが、AKMSと異なり軽量化のため銃床に多数の肉抜きが行われている[11]。20連マガジンを装着したものや、小銃擲弾を装着したものが確認されている[3]。68式小銃は主力小銃として広く配備されたが[4]、現在は58式小銃と共に、主に労農赤衛隊に配備されている[3]。
- 88式小銃 - AK-74のライセンス生産型。コスト削減のため、当初は金属製のマガジンが採用された[3]。88式1型と呼ばれるAKS-74に似た側面折畳み式銃床を備えるものや、88式2型と呼ばれる独自の上面折畳み式銃床を持つものも製造されている[3]。本銃は大量生産が行われ、軍に広く配備されたほか、一部の労農赤衛隊にも配備されている[3]。また、功績者への贈与品としてクローム加工と装飾が行われたモデルがある[3]。折畳み銃床の88式小銃が九州南西海域工作船事件で使用され、海中から回収された。2021年9月に行われた軍事パレードでは、治安維持部隊と思われる黒色の衣類にフリッツ型ヘルメットを装備した部隊が装備、通常マガジンからヘリカルマガジンへと換装されていた[要出典]｡2000年代にはAK-74Mに似た88式小銃の改良型が登場した。88式の木製部品がポリカーボネート製に変更されており、側面または上面折畳み式の銃床を備えている[3]。本銃は98式小銃と識別されることもあるが、北朝鮮国内ではこの名称は使用されていない[3]。また、本銃と同時期にプラスチック製マガジンが生産され始め、88式小銃を装備する部隊にも浸透しつつある[3]。GP-25擲弾銃を装着したものが確認されている[3]。2010年代初頭には、ヘリカルマガジンを装備した改良型が要人警護員に配備されていることが確認され、その後一般部隊にも配備されるようになった[3]。このヘリカルマガジンは150発以上を装填できるとみられており、兵士は通常2個の予備マガジンを携行している[3]。2016年に公開された演習の動画ではカービンモデルが確認されており、これは短縮された銃身とガスチューブ、マズルブレーキと上面折畳み式の銃床を持ち、通常より小型のヘリカルマガジンを装着していた[3]。2020年10月の軍事パレードには、スコープやフラッシュハイダー、ヘリカルマガジンらしきものを装備した個体も複数登場した[要出典]。
- 新型小銃(AK-105)　- 2020年10月に行われた軍事パレードで初めて公開された。外見は98式小銃に類似しているが、弾倉形状は西側製銃器を器を基にしたとみられるタイプのものへ変更、折畳銃床かスケルトンタイプの銃床が取り付けられ、ピカティニー・レールシステムも取り付けられていた。98式小銃の改良型か改設計された新型とみられる。ロシア製のAK-105に形状が近く､使用弾薬も5.45×39mmな為､輸入されている可能性もある｡[13]
- 新型ブルパップ式小銃(20B式) − 2020年10月の軍事パレードで確認された自動小銃。形状はロシアKBP A-91に似る。スコープやフラッシュライトなどの各種アタッチメントが取り付けられていることも同時に確認されている。既存の一般部隊からは現状確認できていないので、特殊部隊向けであると思われる。2022年の軍事パレードでは海洋迷彩を纏った部隊など一部部隊が所持していたため前述の通り特殊部隊や海軍歩兵､工作員部隊が装備しているものと思われる｡[要出典]
- 新型自動小銃(2023)その1 - 朝鮮中央通信TV番組である「敬愛する金正恩同志が複数の重要軍需工場を現地指導された」にて公表された自動小銃｡外見はH&K HK416と似ていて､ハンドガード全体にピカティニーレールが装着され､映像中ではスウェーデンのAIMPOINT社製のAimpoint CompM2（英語版）に似たドットサイトが取り付けられていて、ストックは伸縮式､またアンビ構造となっていることも確認できる｡フラッシュハイダーもAR系統でよく見られる形状のものである｡[要出典]
- 新型自動小銃(2023)その2 - 上記の新型自動小銃(2023)その1と同様の番組内で確認された自動小銃で､銃本体はFN SCAR似であり､フラッシュハイダーがAK-74で用いられているものと似ているものが装着されている｡マガジンは強化プラスチック製のAR系マガジンと思われるものが使用されている｡またその1と同様の伸縮式銃床､ドットサイトが装着されていた。[要出典]AK-12に似た新型小銃も確認されているほか､国防展覧会にて5.56mm仕様の小銃も確認されている。
- AK-12M1 - 2024年に金正恩が兵器工廠を訪問した際に撮影された映像内にて確認された。更に自衛-2024にて酷似した小銃が確認された。口径も複数あり、7.62×39mm仕様､5.56×45mmNATO弾仕様などが確認できる。照準器もAIMPOINT社製のT-2に酷似したもの、1〜6ないしは8倍まで調整できるショートスコープ､AK-74､AK-12用に開発されたMagpul社製のZhukov-S ストックに酷似したストックも装着されていた。
- 複合小銃 - 2017年4月の軍事パレードで初確認された。88式小銃に大形照準器やブルパップ式の擲弾発射機を装着しており、全体的な構造は韓国軍が開発していたK11複合型小銃に酷似している。約800丁が登場し[3]、2021年1月の閲兵式にも再度登場した。
- ノリンコ　CQ 311 - 中国ノリンコ社のアサルトライフルでM16自動小銃のデッドコピー品｡特殊部隊に配備されているとされる[要出典]。
- K2自動小銃 - 韓国製アサルトライフル。無許可コピーと思われ、1990年代頃に確認されている[14]。
- M16A1 - アメリカ製｡ベトナム戦争時に北ベトナム軍にて鹵獲された装備が北朝鮮へと渡り､当時は韓国軍歩兵の主要装備であったことからかなりの数がコピー生産された｡主に特殊部隊や工作員などの精鋭部隊に配備され､江陵浸透事件などの韓国への工作員侵入事件等で用いられた｡その後､韓国軍の装備が国産のK2 (ライフル)等に更新されていったため現在では退役しているとされる｡

### 狙撃銃
- モシン・ナガン - ロシア帝国時代のボルトアクション方式の小銃。現在では主に儀仗用に用いられる。
- デグチャレフPTRD1941 - ソ連で開発された対戦車狙撃銃。朝鮮戦争に使用されたが、既に退役済みと思われる。
- 狙撃銃 - 1970年代後半に導入された。ユーゴスラビア製のツァスタバ M76狙撃銃を小改装し、「JeoGyeokBoChong（狙撃歩槍）」の名で生産したという説[2]、ルーマニア製のPSL狙撃銃をベースに独自開発したという説[3]がある。
- 新型狙撃銃(2023) - 朝鮮にて公開さ新撃銃｡フィンランドのSAKO TRG M10及びORSIS T-5000Mと似た見た目を持つ｡ボルトアクション方式である可能性が高く､ピカティニーレールが取り付けられているため拡張性にも留意されている。
- 新型狙撃銃(2021年)

SSG-08によく似た新型狙撃銃。金正恩委員長が実射テストしている様子が捉えられている。

### 機関銃
- DP28軽機関銃 - 第二次世界大戦前にソ連で開発された銃。朝鮮戦争で用いられたが、原設計がかなり古く退役済みとみられる。
- SG-43重機関銃 - ソ連で開発された重機関銃。一部が民兵用として使用されている可能性があるが、KPV 14.5mm機関銃やDShK 12.7mm重機関銃に置き換えられ退役したとみられる。
- DShK 12.7mm重機関銃 - ソ連で開発された重機関銃。T-54/55や59式戦車、T-62等の戦車に載せられていたものはKPV 14.5mm機関銃に置き換えられているが、歩兵部隊や民兵部隊で火力支援用に用いられている可能性あり。
- RP-46軽機関銃 - 過去に配備が確認されたが原設計が古く退役した可能性あり。
- RPD 7.62mm機関銃 - 62式機関銃の名でライセンス生産している。
- RPK/RPK-74 機関銃 - 軽歩兵旅団に配備。2020年10月に行われた軍事パレード、2021年1月に行われた労働党閲兵式ではスコープやヘリカルマガジン等を装備した物も複数登場した。
- 73式軽機関銃 - 北朝鮮の独自開発、歩兵部隊に広範囲に配備されている。
- PK 7.62mm機関銃 - 九州南西海域工作船事件で海中から回収された。82式機関銃とハングル文字が刻印され、国産だが特殊部隊向けで一般部隊には配備されていない[2]。
- KPV 14.5mm機関銃 - 戦車や装甲車の副武装に多数使用されており、T-54/55や59式戦車、T-62の砲塔上に搭載されたDShK 12.7mm重機関銃やNSV 12.7mm重機関銃もKPVに換装されている。
- 7.62mmガトリング砲　- 7.62x54mmR弾を使用すると思われるガトリング砲。1990年代初頭に輸出用に開発されたとみられ、スリランカのバイヤーにデモが行われたほか、2016年9月のシリアとの兵器調達交渉リストにも含まれていた[3]。詳細や名称は不明。PK 7.62mm機関銃等の同口径の銃身を束ねる等して作られたものとみられる。
- 14.5×114mmガトリング砲 - KPV 14.5mm機関銃やZPU-4を参考に開発したと思われる北朝鮮独自のガトリング砲。海軍警備艇に搭載されている画像が出回っている。[要出典]

### その他携行火器
- 小銃擲弾 - ポーランド製のPGN-60対戦車擲弾およびKGN炸薬擲弾をベースに開発された。58式小銃と68式小銃から発射可能[3]。
- AGS-17 - M1992装輪装甲車のキューポラに装備
- AGS-30 - 天馬216型戦車(M-2002を参照)に装備されているのが2017年頃確認された。2018年頃から確認されはじめている新型自走砲や、2020年10月に初確認の新型戦車に搭載されているのもこのタイプの可能性あり。
- RPG-7 - 「7号発射管」の名でライセンス生産、歩兵連隊、発射管中隊に配備[2]。九州南西海域工作船事件では2回使用され、ハングルで「68年式7号発射管」と刻印の発射機が海中から回収された。2012年の軍事パレードでは、PG-7VRをコピーしたタンデム弾頭も確認された[3]。
- RPO-A - ソ連・ロシア製携行式ロケットランチャー。RPOシリーズの内、RPO-Aはサーモバリック爆薬を使用。軍事パレードでは、ZIL-130への搭載を確認。
- 69式ロケットランチャー - 中国ノリンコ製のRPG-7のコピー品。原型のものと同様に使用されているとみられる。
- GP-25 - ソ連・ロシア製グレネードランチャー。AKシリーズをベースとした各種アサルトライフルの下に装着されている。98式小銃等同様、自国ライセンス生産品も含まれると思われる。
- 新型自動擲弾銃 - 2021年1月の労働党閲兵式で登場した新型擲弾銃。ブルパップ式で、先に登場の新型複合小銃や米軍で試験運用が行われていたXM25 IAWSをインターネットなどで開示されている一部情報を参考に開発した可能性がある。

### 無反動砲
- SPG-9 - B-10を軽量化した無反動砲。
- B-10無反動砲 - 82mm口径の無反動砲。九州南西海域工作船事件でも海中から回収されたが、細部が異なる。
- B-11無反動砲 - B-10を大型化した107mm口径の無反動砲。海軍特殊部隊の上陸狙撃旅団にB-10に替わって配備されている[8]。

### 野砲
- A-19 122mmカノン砲
- D-1 152mm榴弾砲
- D-20 152mm榴弾砲 - 中国製66式も有。
- D-30 122mm榴弾砲
- D-74 122mmカノン砲 - 中国製60式も有。
- M-10 152mm榴弾砲
- M-30 122mm榴弾砲 - 中国製54式も有。
- M-46 130mmカノン砲 - ライセンス生産品の68式を配備[15]。中国製59-I式も有。
- ML-20 152mm榴弾砲（M1937）
- S-23 180mmカノン砲

### 対空砲

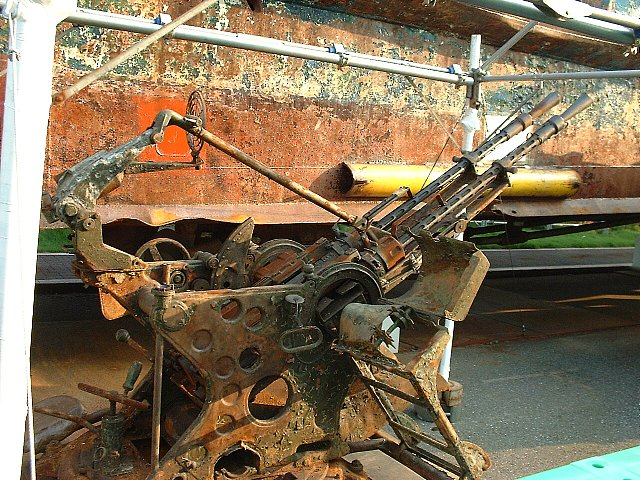
船の科学館で展示されている、工作船に搭載されていたZPU-2連装対空砲

朝鮮人民軍では、航空戦力が著しく老朽化しているため、敵の航空戦力に対処するために対空砲の配備に力を入れている。
- S-60 57mm対空機関砲 - 中国製59式も有。
- ZPU-4 14.5mm4連装機関砲 - 中国製56式も有 ｡中国製58式も有。軍用トラック等の車載タイプもあり、軍高官などを粛清する用途にも用いられているという。九州南西海域工作船事件では工作船に格納されていた。
- 30mm多連装対空砲 - 1997年に完成、同年の軍事パレードに登場した直後に金正日が公開を中止させたという国産新型対空砲。M61 バルカンに類似した6連装銃身を有する。自走型も有[2]。
- KS-12 85mm対空砲 - 中国製72式も有。
- KS-19 100mm対空砲 - 中国製59式も有。
- M1939 37mm機関砲 - 中国製55式も有。

## 軍用車両
戦車は濃淡2色、オリーブドラブで迷彩が施され、自走砲など他の軍用車両は濃いオリーブドラブ一色塗装だが、2010年代に入り3色迷彩も登場。車両側面には白で3桁数字が書かれてある。2020年10月の軍事パレードではデジタル迷彩や砂漠仕様迷彩の車両も現れた。

### 小形車両

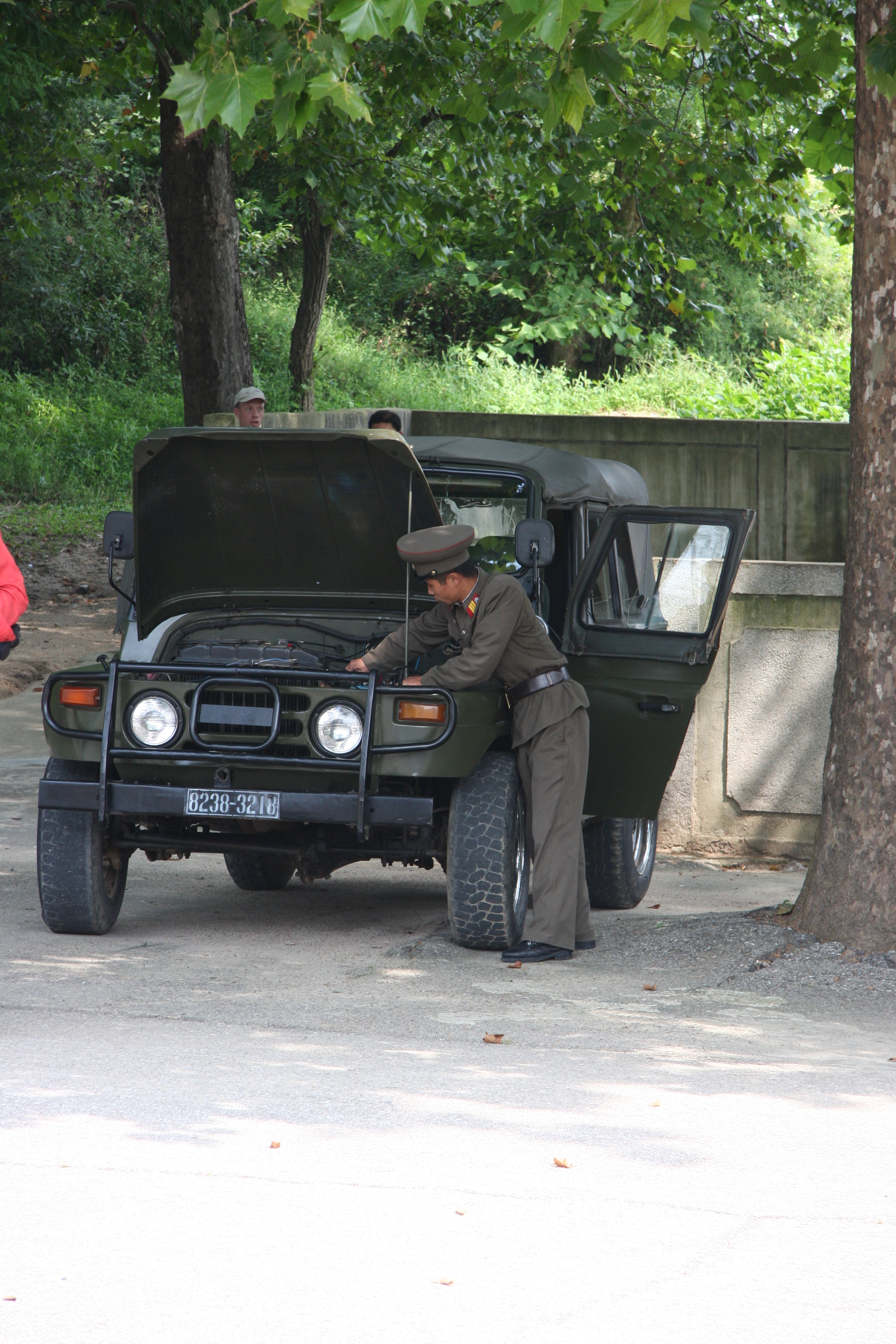
BJ212の整備をする朝鮮人民軍兵士（2008年）

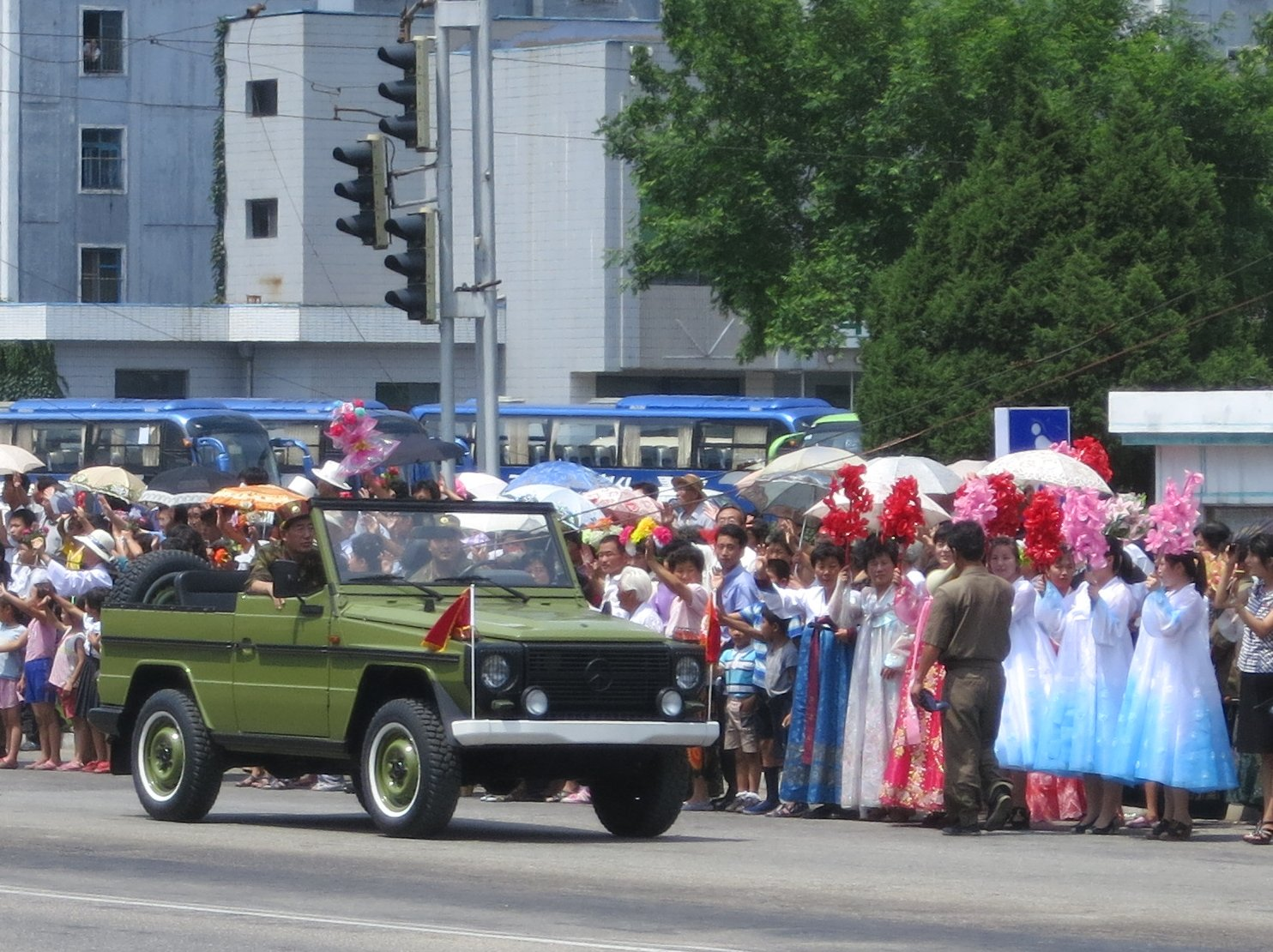
軍事パレードに参加するメルセデス・ベンツ・Gクラス（2013年）

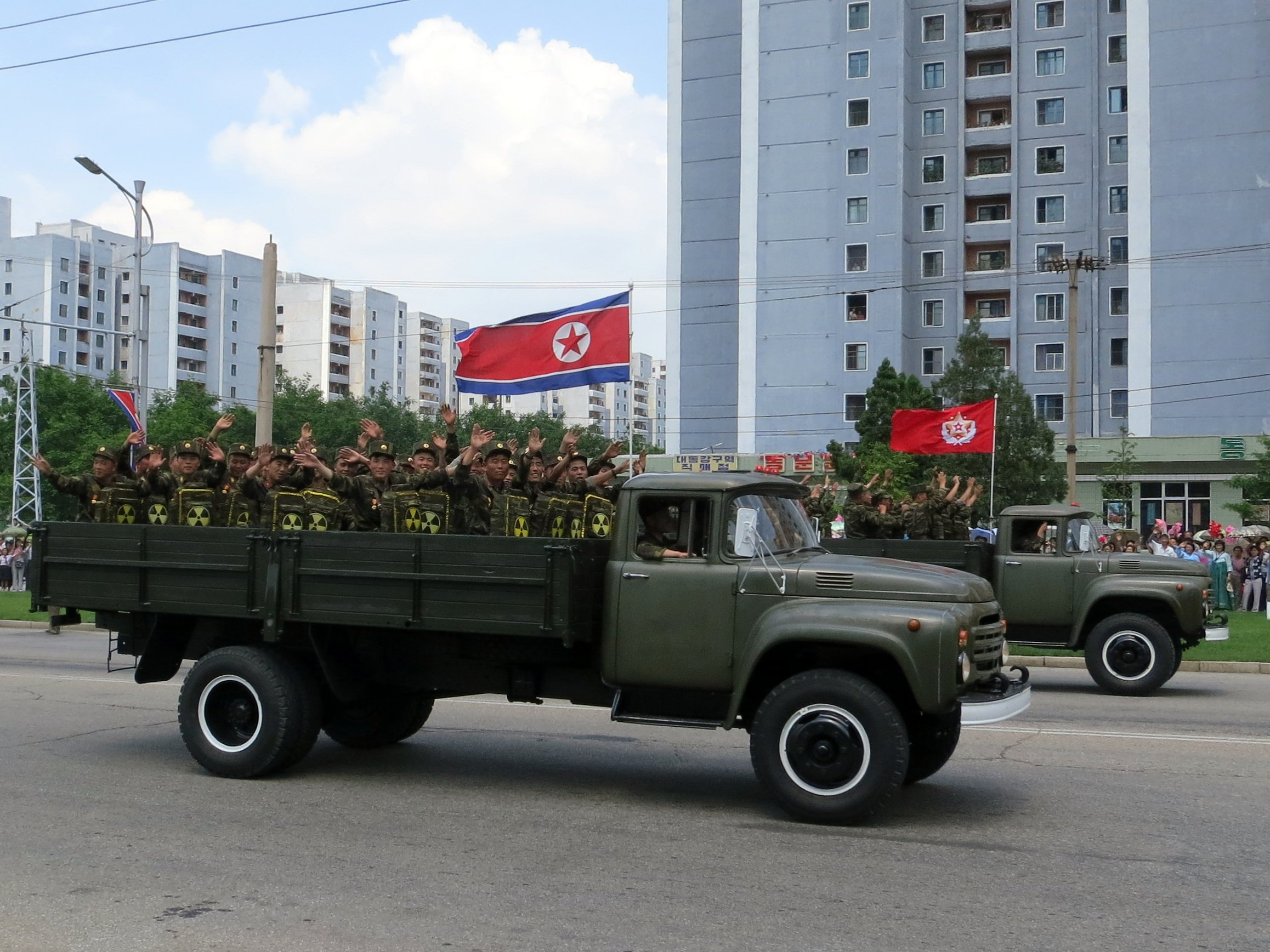
放射線のマークを付けた兵士を乗せたZIL-130トラック（2013年）

1990年代の時点で、中国製ジープが大隊長・連隊長用に用いられているが、故障しやすく馬力不足で不評だったという。重村智計によると、高速道路では故障し立ち往生するトラックが目に付く上に、ジープは約60km/hほどでしか走行していなかった。
- 中国製のサイドカー - 2021年9月の軍事パレードにて確認された｡側車は軽機関銃が取り付けられる構造となっており、実際にPK等の軽機関銃が搭載されていた。
- BJ212 - 朝鮮労働党赤衛軍などの第二戦級の部隊を中心に運用されている｡度々軍事パレードでも確認されている｡
- UAZ-469 - ソ連製4輪駆動車で東側陣営で多用された「ソ連版ジープ」とも呼べる車両。
- 勝利（Sung-ri）415 - UAZ-469に酷似した4輪駆動車で、同車をライセンス生産か、コピーした車両。「415」は金日成の誕生日4月15日に因む[7]。
- メルセデス・ベンツ・Gクラス - ドイツ製の四輪駆動車。2010年代以降の軍事パレードに登場[17]。

### トラック
北朝鮮のトラックは勝利自動車工場で製造され、大半が軍に優先配備される。いずれも製造され始めてかなり経つが、2010年代に入るまで、大規模なマイナーチェンジはほとんどされてこなかった。外国製のトラックは、経済制裁以前に輸入したか、第三国経由で輸入、民生用として輸入した車両を用いている。日本製中古車（特にトラック）も、外為法改正による経済制裁前に輸入された車両が軍用・民生用問わず広範に用いられていると考えられる。1990年代の時点で、中国製トラックは故障しやすく馬力不足で不評である一方で、ジルなどのロシア製トラックは馬力が出て多くの物資を搭載できるため好評だったという。
- 勝利58 - ソ連製GAZ-51 2.5tトラックのライセンス生産型[7]。荷台両側面に9K32（SA-7）携行対空ミサイル発射機を2基装備の基本型を基に、各種対空砲搭載、または牽引するタイプなど多くの種類がある。
- ZiS-150 - ソ連製トラック。兵員輸送に使用。なお一台の試作車が千里馬（Chollima）の名で製作されている。
- ZiS-151 - ソ連製トラック。兵員輸送等で使用。
- 勝利1010 - 1961年開発の6輪大型トラック。車高が高く、馬力が出るため軍に優先配備されている。設計には、帰国事業で北朝鮮に渡った元在日朝鮮人技術者金昶黙が関わっている[7]。
- 勝利64 - 1964年開発の6輪10t大型トラック。[7]。
- ZIL-130 - ソ連製トラック。兵員輸送目的や榴弾砲、野戦砲などを牽引する。なお、携行型地対空ミサイルを装備した車両もあり。
- ウラル4320 - ソ連/ロシア連邦製トラック。
- ボルボ・FM - 類似車両が軍事パレードに登場。2020年10月の軍事パレードでは、北極星4号とみられる新型潜水艦用発射弾道ミサイル(SLBM)の展示用車体に使われていた。第三国経由で入手したと思われる。
- Sinotruk HOWO truck A7（英語版） - 多連装ロケット砲の移動式車体や輸送目的で2016年頃から目撃されるようになった。2020年に起きた台風10号による大雨によって引き起こされた洪水の被害復旧の様子を撮影した映像から、民生仕様車が使われていたことが確認されている。そのため民間使用を前提に輸入したものを軍事転用した可能性がある。
- 太白山-96 - ロシアのKAMAZ55111をベースとしたトラック｡勝利自動車工場で新開発のトラックを生産していると北朝鮮当局が盛んに喧伝しており、その元となったものと思われる｡2015年の軍事パレードで公開されたS-300を元にしたポンゲ-5地対空ミサイルとその多機能レーダーの搭載車に使われていた。3軸6輪のトラックで、ボンネットがない車体が特徴。
- 東風汽車EQ2093F6D - 中国の東風汽車製のトラック。ボンネットがあり、ライトケースが角形の4つ目ライトが特徴。2015年の軍事パレードにはポンゲ-5地対空ミサイルの指揮通信車として登場した。アンテナが出ていてコンテナが直方体となっているタイプ､上部角の角が斜めとなった六角形となったタイプの2つが同時に確認された。
- FAW MV3（英語版） - こちらも多連装ロケット砲の移動式車体。民生仕様車を輸入した後に改造したと思われる。
- MAZ-543 - スカッドなどの系列ミサイル運搬用。軍事パレードにも多く登場
- WS51200TEL（英語版） - 近年登場した新型弾道ミサイルの移動式発射台、ミサイル運搬用など。中国製で、第三国経由か貿易過程で取引されたものと思われる。
- Tatra T813（英語版） - M1993自走ロケット砲やRM-70車体として使われるチェコ製トラック。第三国経由で輸入した可能性もあり。
- Tatra T815（英語版） - 2020年10月の軍事パレードで登場した240mm22連装自走ロケット砲の車体と思われるトラック。ライト周りや大きさ等様々な点が類似、パレード中では砂漠系の迷彩を施されていた。なおタトラ社製トラックは全輪独立懸架方式という特殊構造のため、第三国経由で迂回輸入したか民間使用を前提に第三国から輸入した可能性が高いと思われる。
- 新型トラック(名称不明)　- 2020年10月の軍事パレードで初確認。米軍のHEMTTに類似してるが、サイズがひと回り大きく、ライト周りにも差異が見られるため模倣生産したと思われる。
- 名称不明の新型移動式発射台　- 2020年10月の軍事パレードで初登場した。11輪22組の足回りの超大型移動式発射台で世界的にも類を見ないほど大きい。火星16号とみられる新型弾道ミサイル運搬用。中国やソ連・ロシア製移動式発射台を参考に、独自改良や設計を行ったものと推測される。

### 主力戦車

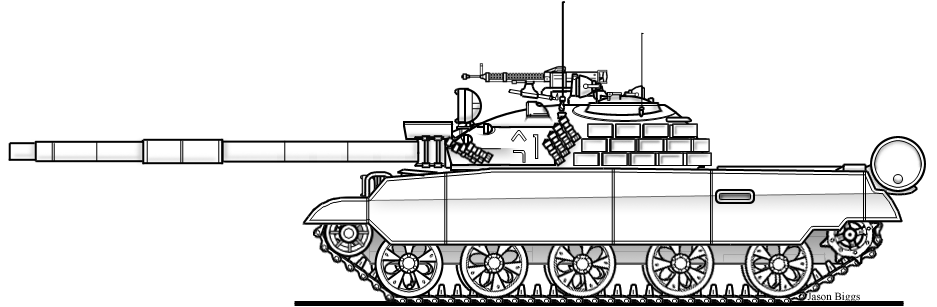
天馬虎4号の側面図

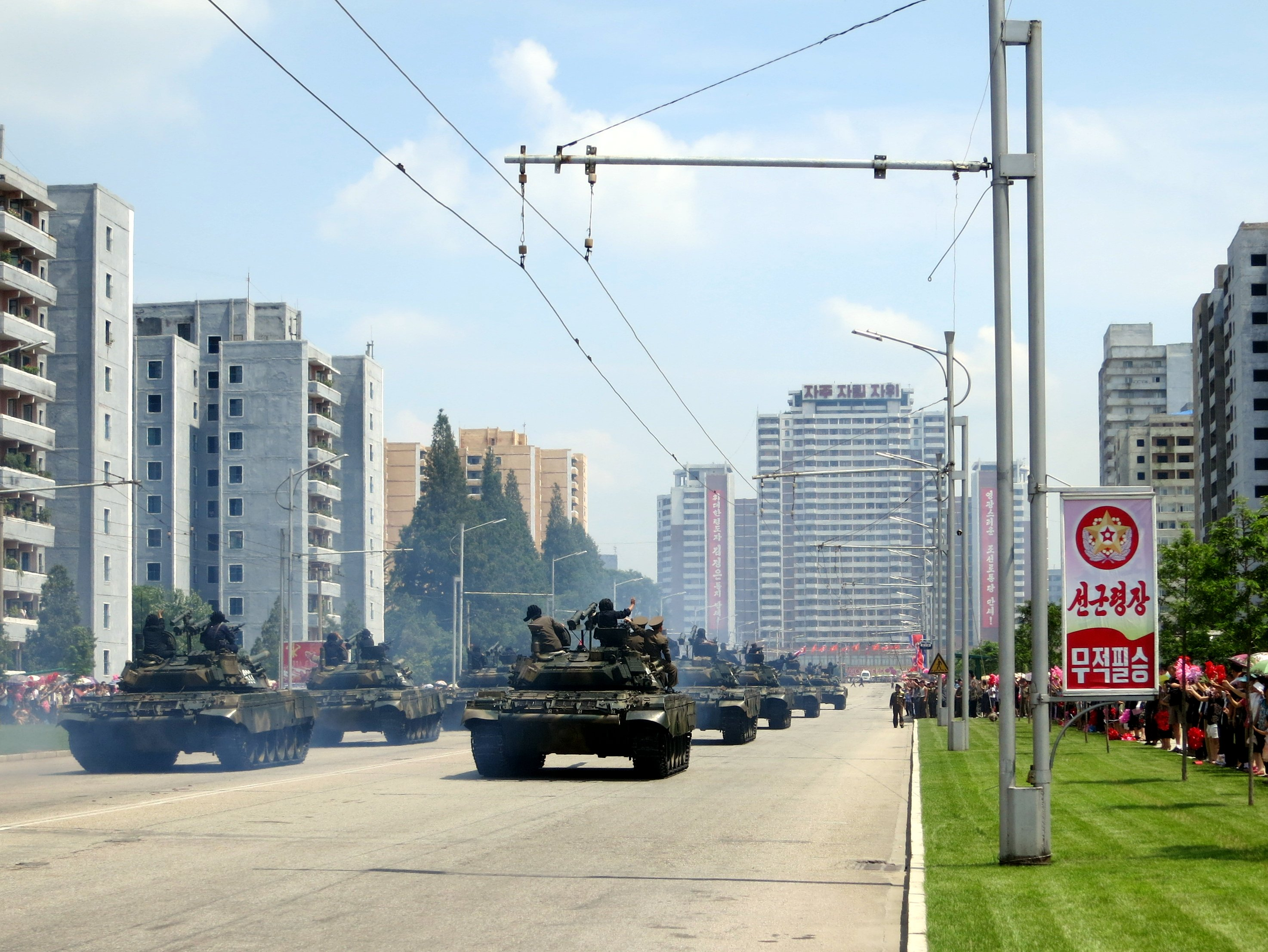
軍事パレードに参加した暴風号とみられる戦車（2013年）

- T-34-85 - 第一線からは退いたと考えられているが、金正恩体制に入ってからの軍事パレードにも参加している。
- IS-2 - 朝鮮戦争時に使用。
- IS-3 - 朝鮮戦争時に使用。
- T-54 - 中国がライセンス生産した59式戦車を含む。
- T-55
  - T-54/55・59式戦車は、2013年の軍事パレードで砲塔上に携行対空ミサイル発射機を搭載しているのが確認されている[18]。
- 爆風号 - T-55の改良型、暴風号とは別の車両。主砲を125mmに強化、自動装填装置は有していない[2]。
- T-62 - ライセンス生産され、「天馬號（英語版）（チョンマホ、천마호）」と呼ばれている主力戦車。「天馬號4号（チョンマホサーホ）」は砲塔形状が変化し、レーザー測距機やサイドスカート、爆発反応装甲を装備している。
- 天馬号92・98・214 - 上記のチョンマホシリーズの改良型と思われ、射撃管制装置や各種照準装置のアップグレード、爆発反応装甲の追加、ターレット改修などが行われている。T-62Mがベースと思われる。なお、詳しい生産数は不明。
- T-72 - 1990年代に、購入したりライセンス生産したとされるが、どちらも確証はない。
ただし映画「一生涯人民の中で」にて少なくとも1両保有していることが判明している。おそらく暴風号開発時の参考になった可能性が高い。
- M-2002 - 「M-2002」は米軍呼称で、正式名称は「暴風号（ポップンホ）」とされている。北朝鮮がT-62を基に独自改修、90年代初頭～2002年頃にかけ開発したと見られる[19]。具体的改良点や性能は不明点が多い。
- 先軍号 - 2010年10月10日の軍事パレードで初公開された。
- 先軍915 - 2010年代に入って導入された新型戦車。先軍号の改良型とみられ、射撃管制コンピュータ搭載。10台ほどが配備されたと報道された。[要出典]
- M-2020 - 2020年10月10日の軍事パレードに9両が参加した戦車で、砂漠仕様迷彩を施したM1エイブラムスやT-14に類似した車体にアクティブ防護システムや対戦車ミサイル、自動擲弾銃を搭載[20]。

### 軽戦車
- PT-76B 1967年型[21]
- PT-85「新興（シンフン、신흥）[3]」 - 国産の水陸両用戦車。米軍の呼称はM1985。
- 62式軽戦車 - 中国製。59式戦車を簡素化した軽戦車。
- 63式水陸両用戦車 - PT-76を中国が独自改良した水陸両用戦車。
- VTT-323を基にした軽戦車　- 金正日が地方の陸軍基地を視察した際の映像中で確認された｡円柱型の砲塔に85mm砲と思われる砲を装備している｡マズルブレーキが装備されておらず､軍事パレード等で確認されていないことから試作止まりである可能性が高い｡

### 装甲戦闘車
- 新型8×8装輪式装甲戦闘車(火力支援型) - 2020年の軍事パレードにて初めて確認された車両で､全体的にアメリカのM1128 ストライカーMGSに酷似した外見をしているが､砲が東側標準の榴弾砲である122mm口径のものとなっている｡2021年の軍事パレードと国防展覧会でも確認されたが､その後は主要な軍事演習や軍事パレードでは登場していないため､諸問題の解決を行なっている可能性がある。
- 新型装甲戦闘車　- 2024年に行われた朝鮮民主主義人民共和国国防科学院創立60周年を記念する映像の中で模型が登場した｡ 車体は2020年の軍事パレードにて登場したM1128に酷似した8×8装輪装甲車が用いられていて、エンジンも火力支援型と同様前方にある。主砲はT-62に用いられている115mm滑腔砲が使用され多孔式のマズルブレーキが装着され､その他の武装ではAGS-30 30mm自動擲弾銃や同軸機銃として7.62mm機関銃が装備されている。FCSや砲塔照合装置､砲手用サイトに関してはM-2020にも使用されているものが用いられているが、砲塔側面に設置されたレーザ検知器は未確認の新型に更新されている。まだ実車は確認されていないため開発中のものとされる。
- 装軌式新型戦闘車　- 2021年の国防展覧会「自衛-2021」にて確認された車両で、600mm5連装超大型放射砲発射機の背後に存在していた｡外見はNK-9 152mm自走榴弾砲の車体を小さくしたような見た目で､砲は100〜105mm口径でPKの北朝鮮版である82式機関銃と見られる7.62mm機関銃を装備していた｡未だ軍事パレード等では確認されていない為､試作車であると思われる｡

### 歩兵戦闘車
- BMP-1 - ソ連崩壊前後に約200両を輸入したとされる。なお映像や画像などでは未だに発見されていない｡
- 駿馬D(チュンマD) - PT-85の車体をベースに開発された歩兵戦闘車。6個転輪の車体に連装機関銃塔とBTR-80に似た銃眼を装備。米軍呼称でM2010とも呼ばれる[3]。
- BTR-80A - BTR-80の車体に2A72 30mm機関砲を載せたBPPUと呼ばれる砲塔を組み合わせたもの｡10両程度が配備されているとされている｡この砲塔には1PZ-9サイトとTPN-3またはTPN-3-42暗視装置が装着されており､夜間交戦能力もある。

### 対戦車車両
- 3M6 シュメル　- 旧ソ連が大戦後開発した対戦車ミサイル。無線誘導の対戦車ミサイルを4発搭載した牽引車に搭載され､GAZ-69等の車両で牽引される｡すでに退役済と思われる｡
- 2P27（英語版） - 3M6 シュメル対戦車ミサイルを装甲ボックス内に収納したもので､BRDM-1等の車両の後部に設置されている｡北朝鮮ではM-1992装輪装甲車に搭載されている｡すでに退役済と思われる｡
- VTT-323の対戦車ミサイル搭載型　- M-1992とも呼称されている｡車体後部に9M14 マリュートカ対戦車ミサイルを4発搭載｡
- M-2018 - 2018年の軍事パレードにて確認された対戦車車両[3]｡M-2010装輪装甲車の6輪型をベースとしており、車体中央上部に対戦車ミサイル8基を収納した多角形の砲塔型キャニスターを搭載している[3]｡搭載するミサイルはブルセ4（火の鳥4）とされ[22]、電気光学式シーカーと光ファイバーケーブルによる誘導システムを採用し、10～25km離れた敵車両を攻撃できると推定されている[23]｡2020年の軍事パレードにおいては砂漠迷彩に変更された車両が登場した｡ウクライナ戦争中の2024年7月末、ウクライナ軍第40砲兵旅団のドローンが、本車らしき車両がミサイル6発を射撃して撤収する姿をハルキウ州で観測したと報じられた[22][23]。8月1日には、ウクライナ政府が本車がロシア軍に配備されたと公式に発表した[23]。
- 4輪駆動の装甲バン搭載の対戦車車両　- 2021年の軍事パレードにて初めて確認された｡民間車を装甲化した車両の荷台部分に火の鳥5対戦車ミサイルの4連装発射機を2機搭載している｡
- 6×6型装輪装甲車の対戦車型　- 2020年の軍事パレードにて初めて確認された｡米軍のストライカー装甲車に酷似した新型の装輪装甲車に9M113と思われる対戦車ミサイルを5発車体中央部付近にある格納式の発射機に搭載している｡なお2023年には試験発射時の映像と思われる映像が公開されており、実戦配備段階であると思われる｡

### 装軌式装甲車
- BTR-50

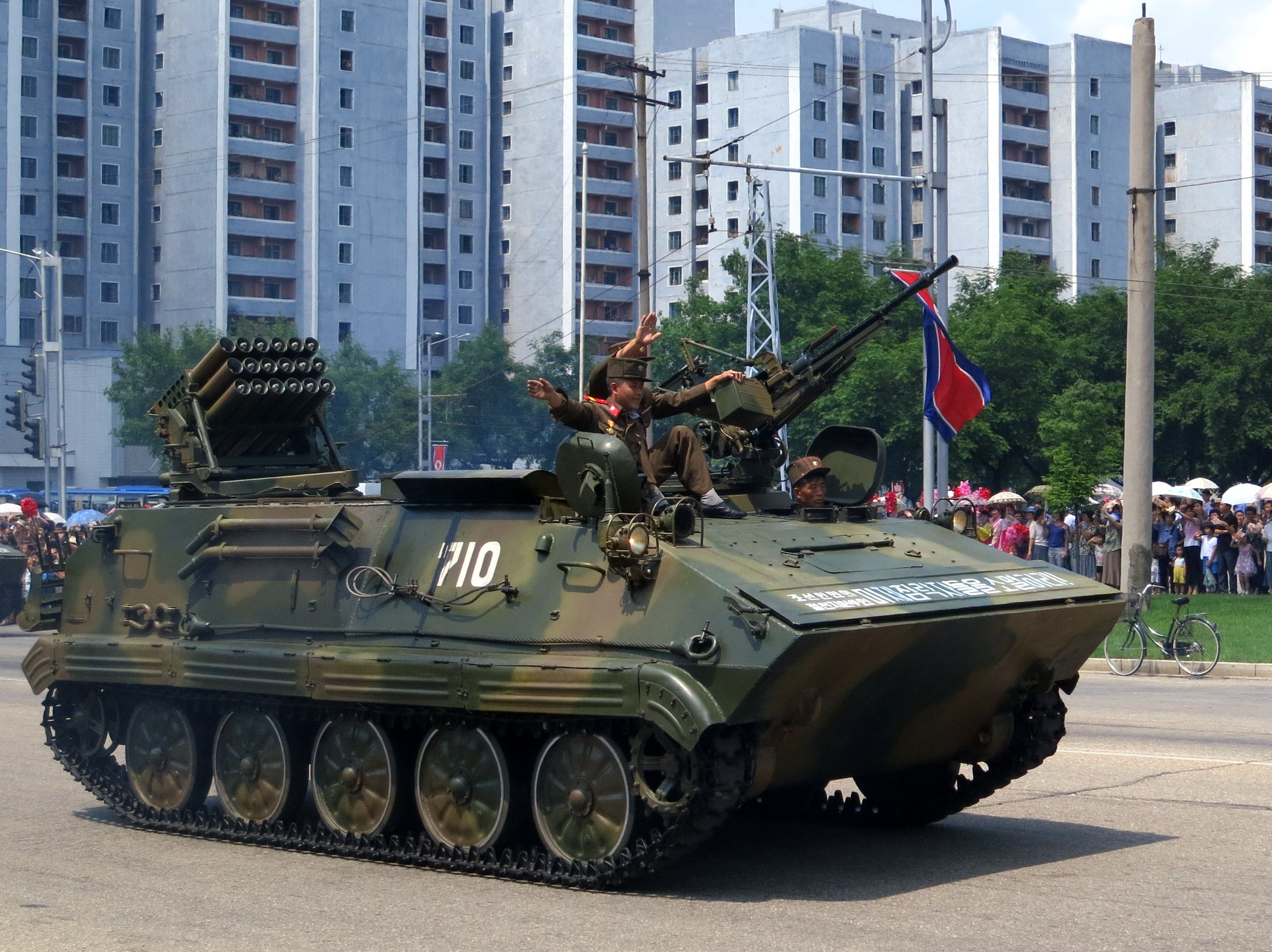
63式107mm12連装ロケット砲を搭載したVTT-323（2013年）

- 63式装甲兵員輸送車 - VTT-323と呼ばれる北朝鮮にて国産化された装甲兵員輸送車のベースとなった車両｡1990年代ごろの軍関係の報道関連の映像内にて確認されたが､最近はもっぱら存在が確認されていないため退役した可能性がある｡
- VTT-323（英語版） - 中国製63式装甲兵員輸送車を北朝鮮で国産化した装軌式装甲車で、米軍の呼称はM1973。KPV 14.5mm機関銃2丁、PKT 7.62mm機関銃1丁、9K34対空ミサイル4本を装備した砲塔を搭載、APCの中でもかなり重武装。対戦車ミサイル装備型（AT-3の4連装発射機を装備）、ロケットランチャー装備型[24]などの派生型もある。PT-85戦車の原型になる。
- K-61 - ソ連製装軌式装甲車。舟形の開放式の車体で、水陸両用。
- 新型装軌式車両　- 2017年頃に試射が行われた超大型放射砲を写した映像で、発射機の車体部分に使用されていることが確認された。米軍のM270 MLRSに類似した装軌式の装甲輸送車。その時はKN-25と後に命名される超大型放射砲の車体のみ確認されていたが、2020年10月の軍事パレードでは金星3型地対艦ミサイルの8連装発射機を搭載する車両としても登場。サイズがM270 MLRSよりもひと回り大きく、ライト周りも違うなどの差異が見られるため、模倣生産と思われる。なお、一部はMGM-140 ATACMSに類似した新型精密誘導弾の搭載車にも使われている。

### 装輪装甲車

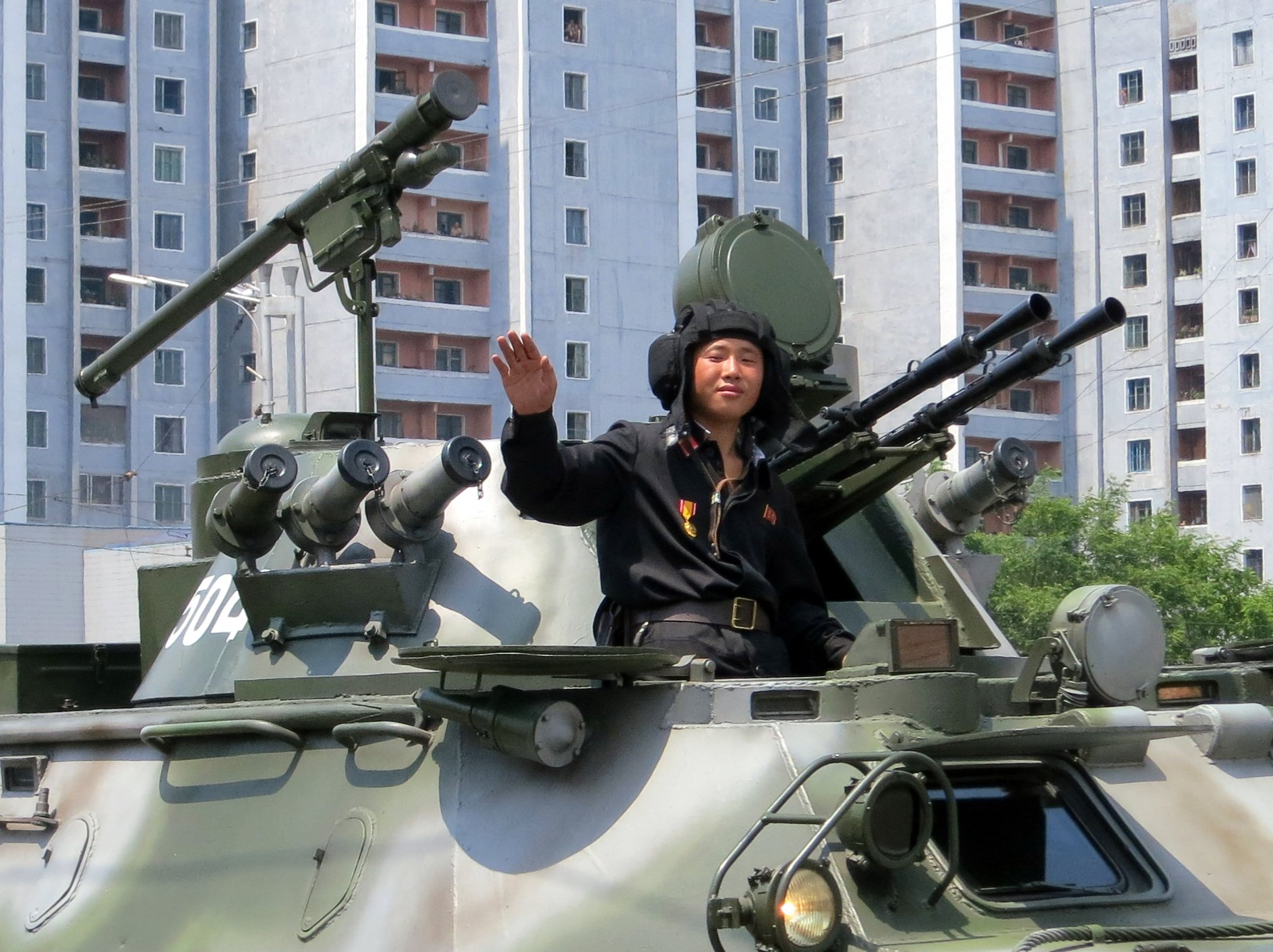
砲塔に機関銃2門と携行対空ミサイル発射器を装備したM2010装輪装甲車（2013年）

- 写真は2013年のパレード時のBTR-80。BA-64 - 朝鮮戦争時に使用。

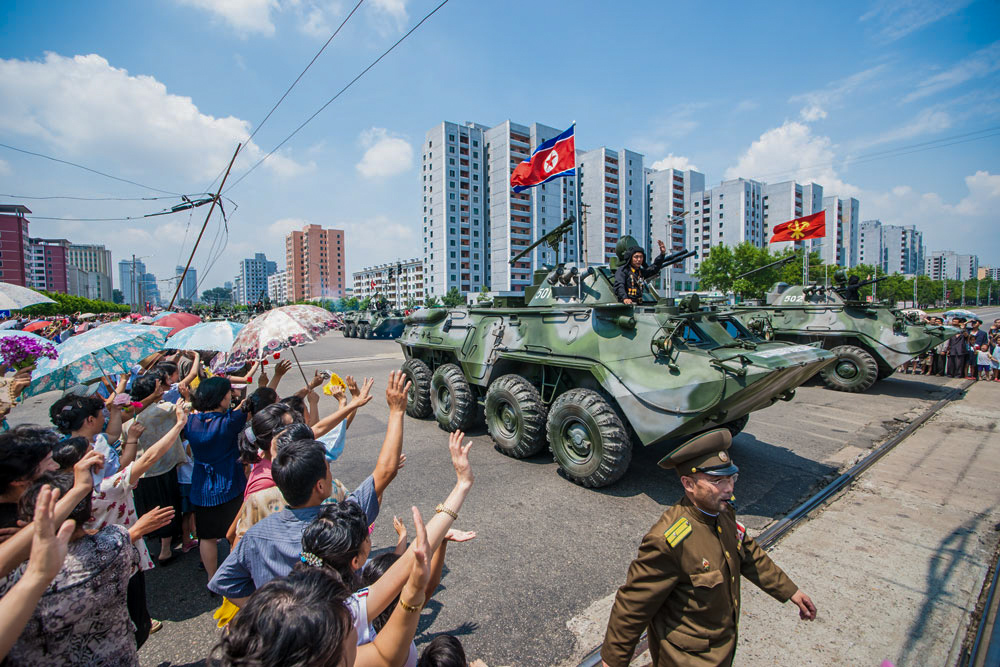
写真は2013年のパレード時のBTR-80。

- BTR-40 - 2010年代に入っても化学偵察車として運用されている[3]。
- BTR-152
- BTR-60PB 1969年型
- BTR-80 - 旧ソ連で開発された装輪式装甲兵員輸送車｡2010年代の軍事パレードにて確認された。
- M-1992 - 北朝鮮国産の装輪装甲車、制式名称不明。4輪で、9K111「ファゴット」（AT-4「スピゴット」）対戦車ミサイル4連装発射機とAGS-17と思われるグレネードランチャー装備のタイプと、107mm24連装ロケットランチャーを装備したタイプが確認されている[25]。
- BRDM-2 - 米軍呼称でM1996とも呼ばれる。改良型も有。
- 727式歩兵機動車 - 2018年9月の軍事パレードに登場した、北京汽車の四輪駆動車を改装した4輪装甲車。車体上部に発煙弾発射機を備える。「727」は朝鮮戦争休戦協定が締結された日（1953年7月27日）に因むとみられる[3]。
- M-2010 - 2010年の軍事パレードで初めて姿を現した装輪装甲車。6輪（I型）と8輪（II型）の2種類が確認されていて、外観や砲塔、銃眼、浮行用のウォータージェットなどはBTR-80によく似ている。エンジンはPT-76と同じ240馬力ディーゼルエンジン。武装はKPV 14.5mm機関銃を2門銃塔に装備、更に携行対空ミサイルを装備していることもある。なお、2018年に6連装対戦車ミサイル発射機で搭載した車両も確認されており(M-2018と呼ばれる)、2020年10月の軍事パレードでは砂漠系迷彩を施されて登場。同時に登場した8輪装甲車との関係性も指摘されている。
- 8輪装甲車 - 2020年10月の軍事パレードに登場した、米軍のストライカー装甲車に類似した装輪装甲車。5連装対戦車ロケット発射機を搭載するM1134に似た戦車駆逐車型と、D-30 122mm榴弾砲を搭載するM1128に似た自走砲型がある[20]。なお5連装対戦車ミサイル発射機を搭載したものは、発射機ごと必要に応じて展開と格納ができるものと思われ、搭載するミサイルはソ連・ロシア製の9M113「コンクールス」（AT-5「スパンドレル」)か、またその類似品を搭載していると推測されている。

2023年8月に放送された金正恩が兵器工場視察をした様子を撮影した映像では､装輪装甲車の内部が公開された｡装甲兵員輸送車型と思われ､8名ほどが搭乗可能な後部と外部偵察用のディスプレイや各種機器が写された｡
- 4輪装甲車 - 2019年の軍事パレードに登場した、軽装甲機動車に類似した装輪装甲車。ホイールの形状がホンダ・シビックハイブリッドFD3用ホイールに類似する[20]。2021年1月に行われた閲兵式では内部映像も公開されており、第三国経由で輸入された三菱・パジェロ4代目をベースにしたと思われるレイアウトになっていた。

### 自走砲

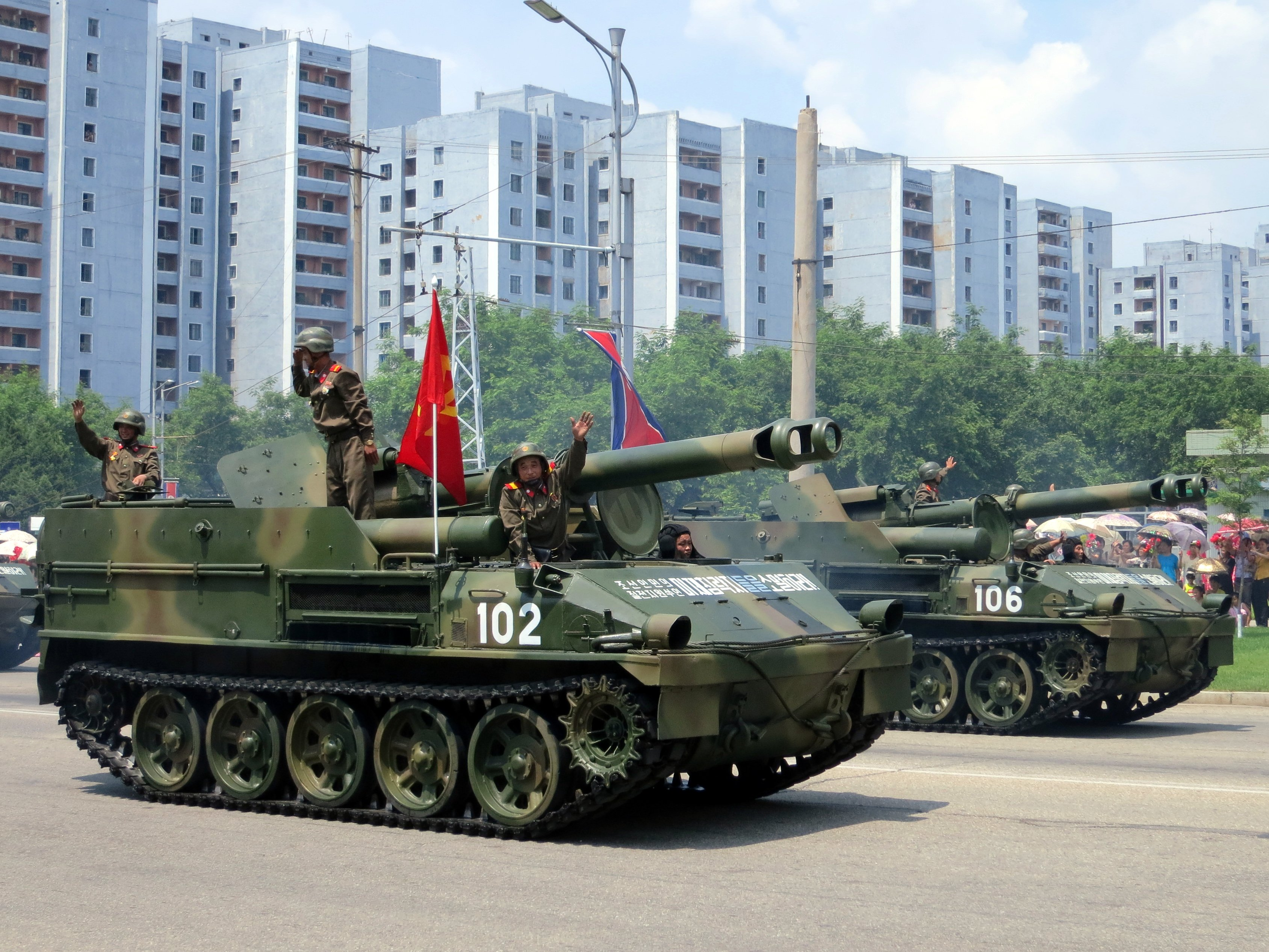
D-20 152mm榴弾砲を「トクチョン」に搭載したM1974自走榴弾砲（2013年）

北朝鮮は自走砲の国産化に非常に熱心であり、これまでに幾つものタイプが知られている。一部の自走砲にはソ連製のATS-59砲兵トラクターを元にした「トクチョン」という国産の装甲車両を使用している。
- SU-76M - 朝鮮戦争時に使用。
- SU-85 - 朝鮮戦争時に使用。
- SU-100 - 朝鮮戦争時に使用。
- ISU-122 - 朝鮮戦争時に使用。
- ISU-152 - 朝鮮戦争時に使用。
- ASU-57 - 1960年代に導入。
- 2S5ギアツィント 152mm自走カノン砲 - 1970年代に導入。
- M1978 170mm自走カノン砲「主体砲」 - 59式戦車の車体に沿岸砲を搭載したもの。駐鋤を装備している。アメリカのM110自走榴弾砲同様、砲弾や操作人員は別途の輸送が必要。M1989と交代して既に退役したとする文献[26]もあるが、2009年に射撃訓練を行う写真が公開されたほか[27]、2013年に金正恩が視察した部隊に配備されていた[28]。イランに輸出されており、イラン・イラク戦争時にイラクが鹵獲した車体が湾岸戦争後に発見されている。
- M1989 170mm自走カノン砲「主体砲」 - M1978と同じ「主体砲」という名称だが、トクチョン装甲車両を用いている。車体はかなり大型化されており、要員・弾薬の輸送が可能になっている。外観はソ連製の2S7ピオン 203mm自走カノン砲に類似する。
  - これらの自走カノン砲はシルクワームの配備により余剰となった沿岸砲を転用したとされている。米国防総省は黄海北道の谷山郡で最初に確認されたことから「コクサン号（koksang-go）」と呼称している。ロケット砲と同様に南部に配備されており、韓国本土を直接攻撃することが可能。
- M1977 152mm自走カノン砲 - D-1 152mm榴弾砲を装備。
- M1981 122mm自走カノン砲 - D-74 122mmカノン砲を防盾ごとトクチョン装甲車両に装備[29]。カノン砲の両側面には9K32（SA-7）携行対空ミサイル発射機も2基装備している。
- M1992 130mm自走カノン砲 - SM-4-1 130mm沿岸砲をトクチョン装甲車両に装備。砲の周りに防盾が装備されている。
- M1975 130mm自走カノン砲 - M-46 130mmカノン砲を装備。改良型のM1981、M1991も有。
- M1985 122mm自走カノン砲 - A-19 122mmカノン砲を装備。
- M1991 122mm自走カノン砲 - D-74 122mmカノン砲を装備。また2018年の軍事パレード等では砲塔上部に携行型対空ミサイルを装備していることが確認されている。
- M1974 152mm自走榴弾砲 - D-20 152mm榴弾砲を装備。
- M1977 122mm自走榴弾砲 - D-30 122mm榴弾砲をトクチョン装甲車両に装備。
- M1992 120mm自走迫撃砲 - 砲塔を備えており、限定的ながら自走榴弾砲としても運用可。
- KN-9（M2018） 152mm自走榴弾砲 - M109 155mm自走榴弾砲によく似た新型の自走砲。2018年の軍事パレードで初登場した。初登場した頃は副武装として、12.7mmクラスの機関銃を連装形式と携帯型対空ミサイル発射機を連装形式で搭載していたが、2020年においては自走砲としては珍しく自動擲弾銃を連装形式で装備していることが確認された。2020年に行われた軍事パレードでも再度登場した時には、迷彩が2018年のものから一部変更されていたほか、朝鮮中央通信の解説にて、名称がNK-9であり、最新型であると公表された。なお車体は先軍98戦車系列のものを流用しているとみられ、イラン辺りからの技術提供があった可能性も指摘されている。ジェーン年鑑では2S19ムスタ-S　152mm自走榴弾砲をベースにしていると記載されている[30]。

### 対空戦車
- ZSU-57-2 57mm連装自走対空砲 - ソ連から受領したという説や、砲塔250基を中国から輸入した56式戦車の車体に組み合わせたとする説がある。ただし、北朝鮮が実際に入手して運用したという証拠はない[3]。
- ZSU-23-4 23mm自走対空砲 - 1970年代初頭に少数がソ連から導入された。M1992 30mm自走対空砲の開発ベースとされる[3]。
- M1985 57mm自走対空砲 - ZSU-23-4と共通のGM-575車両に、S-68Aに酷似した57mm連装機関砲を開放式砲塔に搭載。レーダーは搭載されていない[3][17]。
- M1985 37mm自走対空砲 - トクチョン装甲車両にM1939 37mm連装機関砲を開放式に搭載。機関砲の両側面には9K32（SA-7）携行対空ミサイル発射機を1基ずつ装備している。
- M-1989/M-1992 30mm自走対空砲 - ZSU-23-4と共通のGM-575車両に、艦載用の「AK-230」30ｍｍ連装機関砲と「MR-104」に似た対空レーダーを装備した砲塔を搭載[3]。ZSU-23-4の火力強化を図ったタイプだが、『ジェーン軍事年鑑』は23mm機関砲としている[31]。
- M1990 30mm自走対空砲
- M1992 23mm自走対空砲
- M1983 14.5mm自走対空砲 - トクチョン装甲車両にZPU-4 4連装14.5mm機関砲を開放式砲塔に搭載。

### 自走ロケット砲
朝鮮人民軍は軍事境界線周辺の非武装地帯の北側にロケット砲を格納した地下シェルターを集中配置しており、南北開戦時には韓国側に先制攻撃を加えるという軍事ドクトリンを採用しているとされている。
- M1991 240mm自走ロケット砲 - 6×6輪の大型トラックに、22連装のかなり大型の240mmロケット砲を搭載。
- M1993 122mm自走ロケット砲　- RM-70と類似した多連装ロケット砲。トラックもタトラ社製T-813がベースだと思われる。
- M1985 240mm自走ロケット砲
- M1985 122mm自走ロケット砲
- BMD-20（英語版） 200mm自走ロケット砲
- RPU-14
- BM-21 122mm自走ロケット砲 - ソ連製。ベースとなったトラックは国産のものを使用している可能性あり。
- BM-14 140mm自走ロケット砲 - ソ連製。
- BM-11 122mm自走ロケット砲 - ソ連製。
- BM-24 240mm自走ロケット砲 - ソ連製。製造開始から70年以上経つが、2011年の軍事パレードにも参加している[32]。
- KN-25 - アメリカのHEMTTに類似した超大型トラックに600mm5連装発射機を搭載[20]。また4連装発射機搭載型も登場した。装軌式TELのタイプも存在し、こちらは6連装発射機を搭載している。
- 300mm多連装ロケット砲　- 2020年の軍事パレードに登場。タトラT-815をベースとしたトラックに12連装発射機を搭載している。KN-09やKN-15の発展型か｡
- KN-09（英語版） - 2010年代頃の労働党閲兵式や軍事パレードに姿を現した新型の多連装ロケット砲。中国製のトラックと思われる車体に300mmクラスのロケット8連装発射機を搭載。ソ連・ロシアのBM-30や、中国のWS-1等を参考にしたと思われる。GPSを用いた慣性誘導方式であるとも言われている。
- KN-15 - KN-09（英語版）の改良型と思われ、射程延伸が図られていると言われる。
- 新型240mm多連装ロケット砲　- 2020年10月に行われた軍事パレードに登場した多連装ロケット砲。タトラ社製T-815をベースにしたと思われる車体に240mm口径の22連装発射機を搭載。M1991の改良型か。
- この他、2008年の軍事パレードには9K32（SA-7）携行対空ミサイル2基と63式107mm12連装ロケット砲を荷台に搭載したトラック[33]、2011年の軍事パレードには農業用トラクターにロケットランチャーと座席を据えた荷台を牽引した自走ロケット砲が参加した[34]。

また2021年9月9日に行われた軍事パレードでは､2011年の時と同様､再度農業用トラクターに牽引された民兵部隊向けとされる牽引式多連装ロケット砲が登場した｡なお牽引しているトラクターに関しては新型のものと思われる車両になっていた｡

### 地対空ミサイル

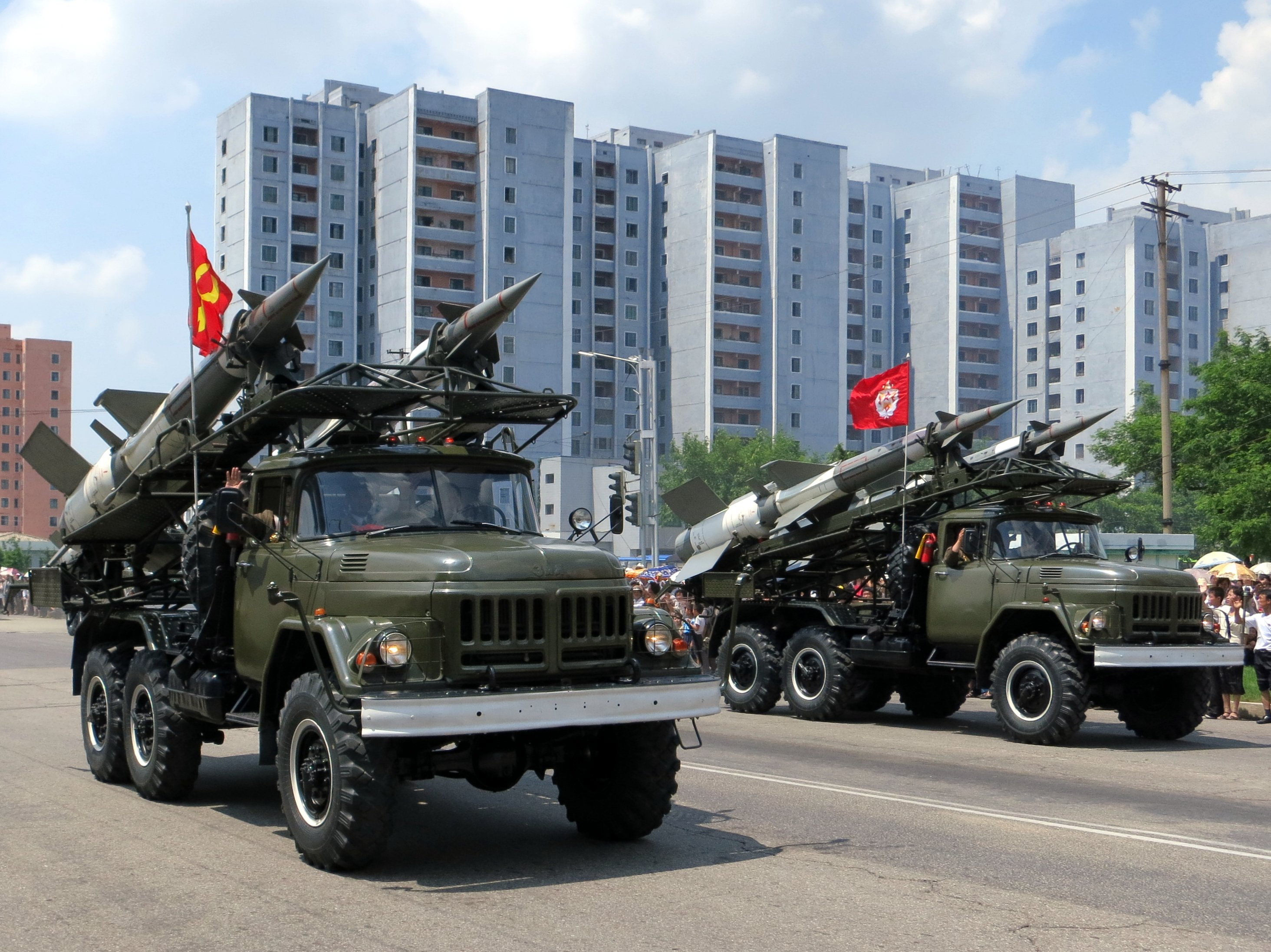
S-125（SA-3）ミサイルを乗せたトラック（2013年）

- S-75（SA-2「ガイドライン」） - 2010年代でも運用されている数少ない国である[35]。
- S-125（SA-3「ゴア」）[36]
- S-200（SA-5「ガモン」）[37]
- 9K35（SA-13「ゴファー」) - 弾頭や発射弾数に改良を加えられている物も存在する。2018年に行われた軍事パレードに登場した。その時見られたものは、4発搭載するボックス型発射機を左右両側合わせ計8発搭載したものとなっていた[38][39][40]。
- 新型地対空ミサイル - ロシア製9K330（SA-15「ガントレット」)のコピー。2020年10月の軍事パレードに、発射機を装甲トレーラーに搭載した車両が登場した[20]。なお、原型となったとみられるものの派生型にもトラックのトレーラーに搭載する廉価版があるため、それを参考にしたと思われる。
- ポンゲ5 - ロシア製S-300（SA-10「グランブル」/SA-12「グラディエーター」）のコピーまたはライセンス生産型。2-3連装の発射機のほか、4連装発射機とみられる車両も有[20]。

2015年頃の軍事パレードで登場した際には多機能レーダーを搭載したトラックも登場した｡なおレーダーの形状的には元にしたとされるS-300地対空ミサイルの目標追尾やミサイル誘導で使われる30N6｢フラップリッド」と酷似している。
- ポンゲ6 - ロシア製S-400（SA-21「グラウラー」）のコピーまたはライセンス生産型。4連装発射機とみられる車両が有[20]。
- S-300

### 携帯式地対空ミサイル
- 9K34「ストレラ-3」（SA-7「グレイル」） - 「Hwasung-Chong」の名で生産。中国製HY-5も用いられている。
- 9K310「イグラ-1」（SA-16「ギムレット」） - ライセンス生産され、1992年の軍事パレードで公表された。九州南西海域工作船事件で海中から発射機が回収された。
- HT-16PGJ - 9K310の原型である9K38を元に、独自開発した地対空ミサイル。シリアやモザンビーク、ベトナムに輸出された[3]。
- FIM-92「スティンガー」 - 入手されているとされるが、入手経路や部隊配備が訓練映像や軍事パレード等で確認されていない。入手経路としては、アフガニスタンやその他中東近辺だと思われる。試験目的で入手した可能性があり、HT-16PGJの開発に反映された可能性が指摘されている[3]。

### 空対空ミサイル
- 新型空対空ミサイル - 国防発展展覧会「自衛-2021」で初公開された。二種類存在し、それぞれ視界外射程ミサイル、赤外線誘導短距離ミサイルと推測される[41]。

### 地対艦ミサイル
- 金星3 - 北朝鮮の地対艦巡航ミサイル、ロシアのKh-35対艦ミサイル(3M24「ウラン」、SS-N-25「スイッチブレード」）とよく似ている[42]。4連装発射機を搭載した車両と、6連装発射機を搭載した装軌車両がある[20]。
  - 艦対艦ミサイルとして、ノンゴ型新型ミサイル艇や新型コルベットとされる艦にも搭載されている。
- SM39 エグゾセ - 著名なフランス製の対艦ミサイル｡脱北した情報筋の証言により北朝鮮が少数を輸入したことが判明した。カダフィ政権時代のリビアから輸入した可能性が高く､解析により得られた技術は金星3等のミサイル開発に活かされたと思われる｡
- KN-27ベースの巡航ミサイル - 2023年8月に公開された北朝鮮海軍の演習の光景を写した映像中に確認された｡アムノク級コルベットと呼称されている新型コルベットが発射している画像が公開された。

## 軍用機

空軍のラウンデル。一部の装甲車両の側面や鉄帽の正面にも描かれている

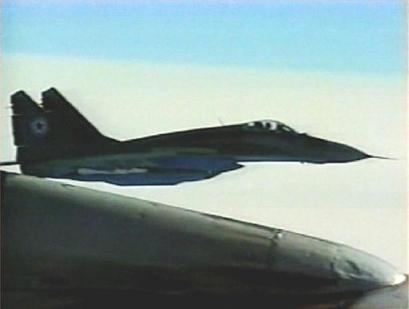
2003年に撮影された朝鮮人民軍のMiG-29 «9.13»

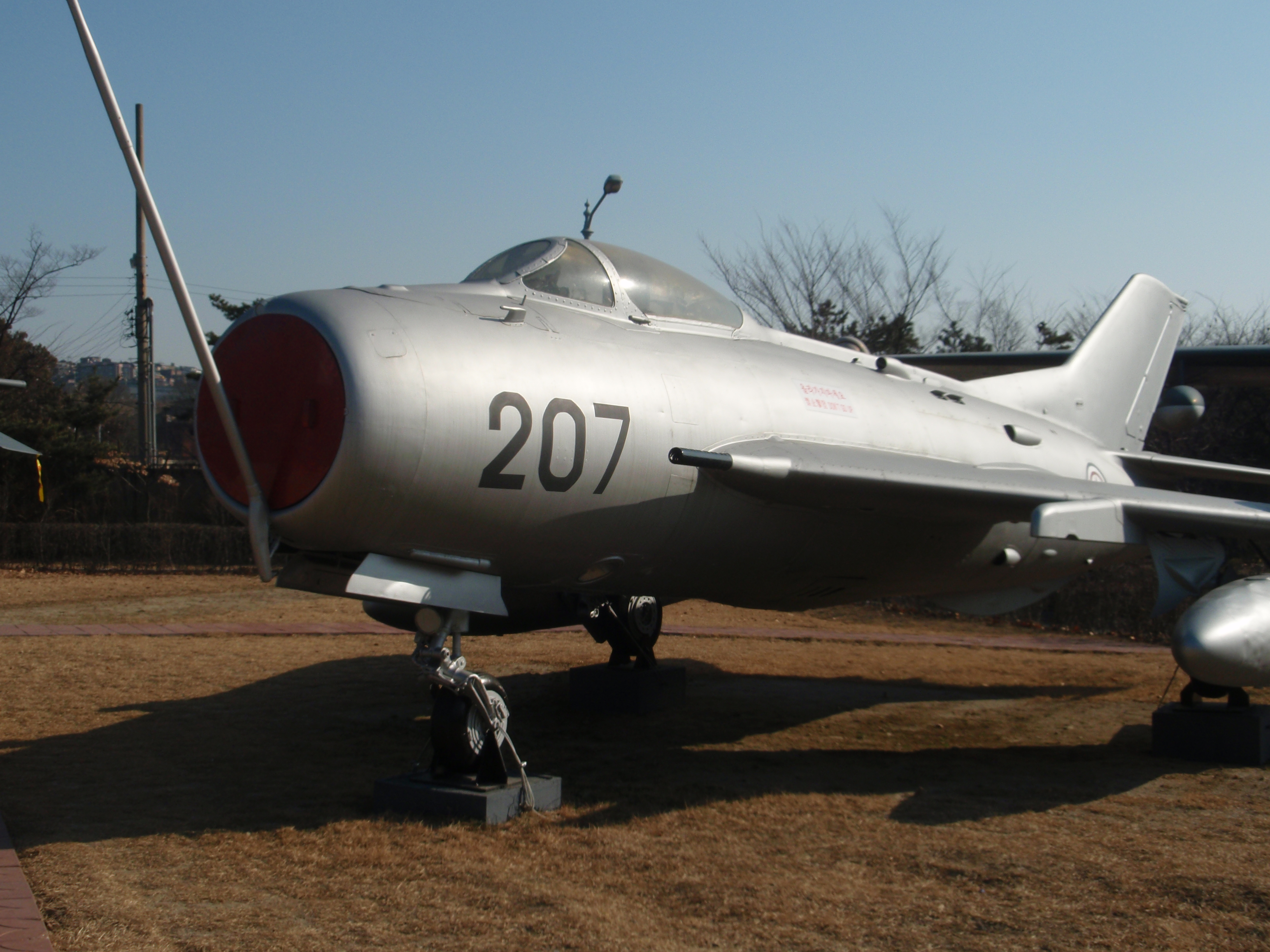
1983年に李雄平が韓国に亡命した際のF-6

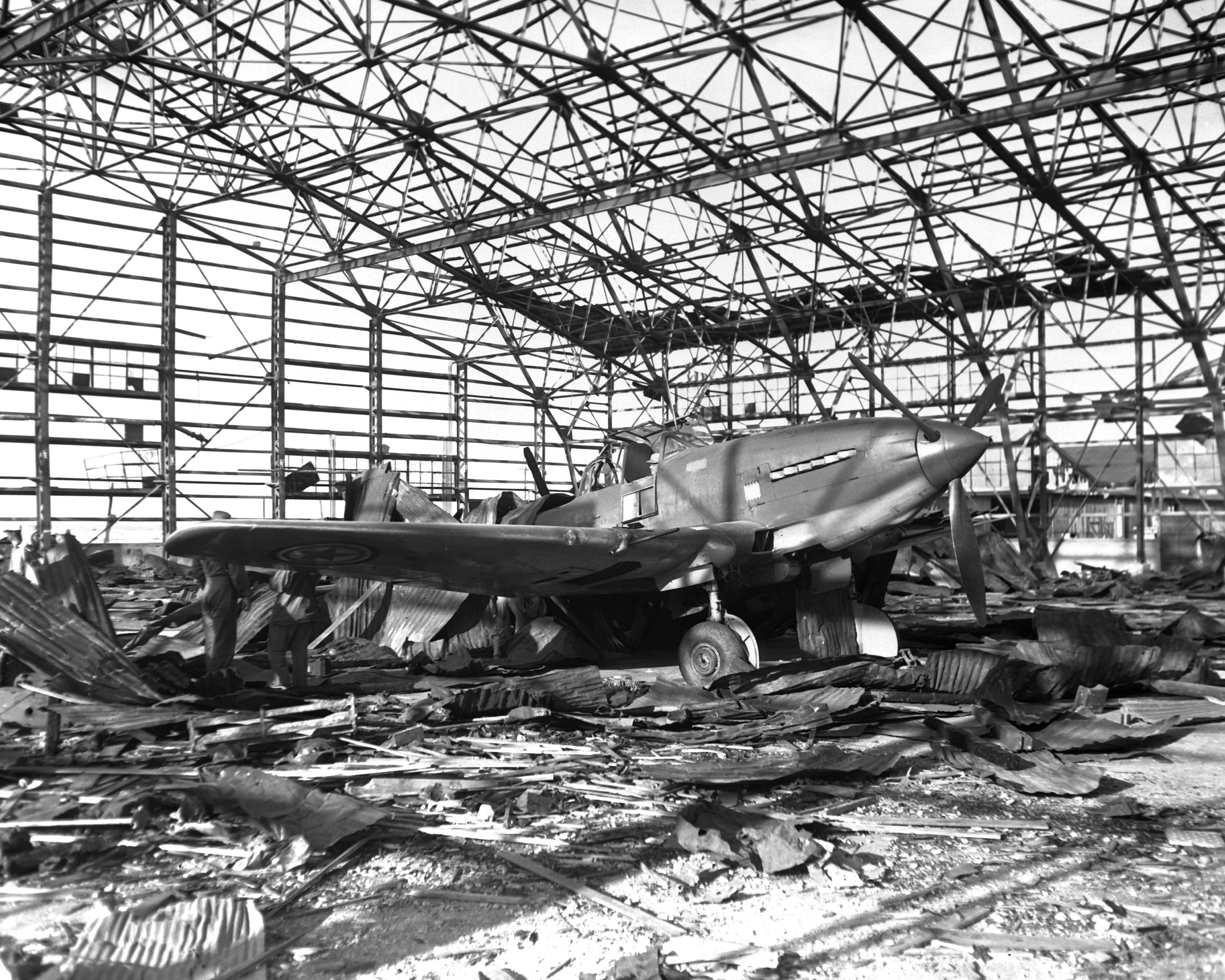
朝鮮戦争で確認されたIl-10

An-2やMi-2などの例外を除き、機体は銀または白一色で塗装されているが、MiG-29は上面を緑色、下面を水色に塗装していたが、2013年に濃淡2色の灰色で塗装された機体が確認されている。国籍マークは機体後部側面か垂直尾翼に描かれる。機体側面に赤で3桁から5桁の番号が書かれてある。

### 戦闘機
- La-7 - 朝鮮戦争時に使用。
- La-9 - 朝鮮戦争時に使用。
- La-11 - 朝鮮戦争時に使用。
- Yak-9 - 朝鮮戦争時に使用。
- Su-7BMK - 戦闘爆撃機
- MiG-15/bis
- MiG-17/F/P、F-5/A（F-5/Aは中国製）
- MiG-19S/P、F-6（F-6は中国製） - 150機
  - 1983年2月、李雄平大尉がF-6で38度線を越えて韓国に亡命。
  - 1996年5月、李哲数大尉がF-6で38度線を越えて韓国に亡命[45]。
- MiG-21F-13/PF/PFM/bis、F-7B - 180機。MiG-21bisは1999年にキルギスから輸入したとされている[46]。
  - 2010年8月17日、1機のMiG-21PFMが中朝国境から200km離れた中国の遼寧省撫順県で墜落し、パイロットは死亡した[47]。
- MiG-23MS/MLA - 46機（形式不明）
- MiG-29 «9.13» - 16機と考えられているが、30機~最高45機程度との情報もある。さらに、泰川にライセンス生産施設があるという説もある。韓国国防部はMiG-29は40機との見積もりを出しており、これに基づいた有時の要撃準備を進めている。

### 攻撃機
- Su-25K - 35機
- A-5 - 40機。『Militaly Balance』などの一部の書籍では、ベースとなったMiG-19と混同している。
- Il-10 - 朝鮮戦争時に使用。
- Il-10ベースの対地攻撃機 - Il-10に酷似した独自のレシプロ対地攻撃機で、Yak-18を参考としたと見られる。主翼に7.62mm機関銃及び23mm機関砲、後方に自衛用12.7mm機銃を装備し最低2発の通常爆弾を懸架可能。1970年代に製造と見られるが馬力、武装、防御力共に貧弱なためすぐ退役したと推測される[3]。
- 双発攻撃機 - Yak-6に似た機体にAI-14RFレシプロエンジンや爆撃照準器、レーダーを搭載する。少なくとも4機が製造され、1980年代末から1990年代初期に公開された[3]。

### 爆撃機
- Il-28、B-5（B-5は中国製） - 35機と44機。南部の苔灘郡に配備されており、離陸後数分でソウル上空に到達できるという。

### 輸送機
- Li-2 - ソ連製輸送機。第二次世界大戦時の機体で、多機能ディスプレイを搭載するなどの改修を加えながら運用が続いた。2000年代から退役が始まり、2013年に最後の機体が処分された[3]。
- An-2、Y-5 - 286機（300機という説もある[8]、Y-5は中国製）運用状況は同項目を参照。
- An-24 - 6機
- Il-76-高麗航空でも運用されている
  - この他、高麗航空の旅客機も有事には輸送機として運用すると考えられる。

### 早期警戒管制機
- Il-76を元にした早期警戒管制機 - 2023年10月頃から平壌国際空港に駐機しているのが衛星写真で確認されており[48]、2025年3月27日に、新型無人機と共に機内や初飛行する様子を金正恩が視察したと報じられた[49]。北朝鮮メディアは「偵察および情報収集手段と電子撹乱攻撃システム」と呼称している[50]。ロシア軍の運用するA-50メンステイに酷似しており、ロ朝戦略的パートナーシップ条約に基づくロシアの関与が指摘されている[49]。ただし、レドームは固定式で中国のKJ-2000と同じ白い三角形が描かれており、中国の影響が指摘されている[48]。

### 練習機
- Su-7UMK
- MiG-15UTI
- FT-5 - 中国製。
- FT-6 - 中国製。
- MiG-21U/US/UM、FT-7
- MiG-23UB
- MiG-29UB
- Su-25UBK
- FB-5 - 中国製B-5の練習機型。
- L-39 - 飛行訓練型L-39Cと兵装訓練型L-39ZAを計12機以上保有とされるが、衛星写真や記録映像などで確認されていないため現在も保有しているかは不明。
- CJ-6 - 中国製レシプロ練習機。2017年の金日成生誕105周年記念軍事パレードでは、27機のCJ-6が「105」の数字を描く編隊飛行を行った[3]。
- Yak-18 - ソ連製レシプロ練習機だが、朝鮮戦争時は夜間爆撃に用いられた。中国製CJ-5も使用している可能性有。1955年6月21日に、北朝鮮から韓国に帰順したリ・ウンヨン大尉とリ・インソン少尉の機体がソウルの戦争博物館で展示されている。
- Po-2 - Yak-18と共に、朝鮮戦争時には夜間爆撃に使用された。

### ヘリコプター

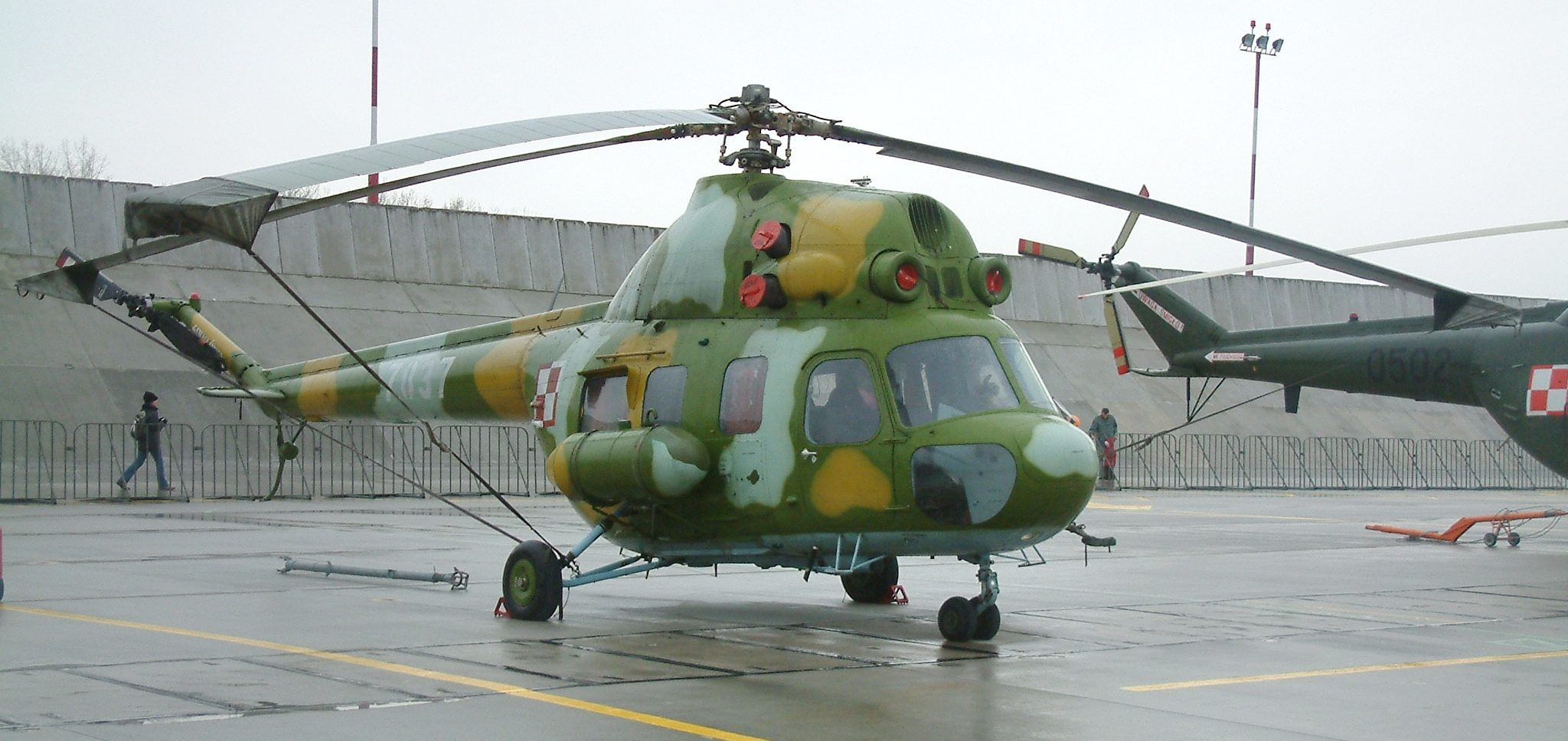
北朝鮮でも生産されたMi-2（ポーランド軍の同型機）

- Mi-2 - ソ連で設計され、ポーランドで製造された小型ヘリコプター。1977年に最初の機体を輸入し、1980年代には亀城市の方峴洞（パンヒョンドン）で最終組み立てが行われるようになった。その後、定平郡の宣徳里（ソンドンニ）で「革新（ヒョクシン）2号」の名でライセンス生産もされた。総生産数は約140機。対戦車ミサイルのテストヘッドに用いられる機体や、白色に国旗と同じ赤青のラインを入れた降下訓練用の機体も確認されている[3]。
- Mi-4、Z-5(Z-5は中国製) - 48機。2021年でも運用している唯一の国とされている[3]。
- Mi-6
- Mi-8 - 27機、2001年にカザフスタンから数機輸入した。
- Mi-14 - 8機。1990年代後半にキューバから2機を輸入しており、4機が東海岸に配備された[3]。
- Mi-17 - 20機
- Mi-24 - 50機
- Mi-26 - 4機
  - 2023年8月の台風関連の災害派遣時に用いられているのが確認されている｡
- Ka-28 - 5機。1990年代後半にキューバから2機を輸入しており、東海岸に配備された[3]。
- ヒューズ300（アメリカ製） - 30機
- MD500（アメリカ製） - 87機
  - ダミー商社を利用し欧州経由で密輸。韓国軍も同機種を多数運用しており、朝鮮有事の際は韓国軍機と同じ塗装を施し特殊部隊を南侵させる可能性が指摘されている[8]。2013年のパレードでは9M14（AT-3「サガー」）を搭載した攻撃ヘリコプターとして登場した[51]ほか、胴体下部に自動擲弾銃を搭載した改装が行われている[3]。

### 無人機(UAV)
- セッピョル-4 - 数機程度
  - 2022年あたりに平壌近郊の軍事飛行場にて駐機中のところを衛星写真で捉えられた｡偵察用と思われ､全体的にRQ-4 グローバルホークに酷似している｡
- セッピョル-9 - 数機程度
  - 2023年7月29日の軍事パレードにて飛行している様子が映し出され､更にボルボ社製のトラックが牽引するトレーラーの荷台に載せられた4機が確認された｡新型の赤外線誘導方式と思われる対戦車ミサイル計8発とロケット弾2発が搭載されており､全体的にMQ-9 リーパーに酷似している｡
- イスラエル製自爆ドローンのコピー品 - 2024年8月24日に国営メディアが公開した画像で、自爆ドローンの存在が確認された。軍事メディアのThe War Zoneは、その形状からIAI ハロップおよびUVision Air（英語版） Hero-400のコピー品と推定しており、開発にはイランやロシアといった外部の支援を受けて開発された可能性が高いと分析している[52]。

### その他

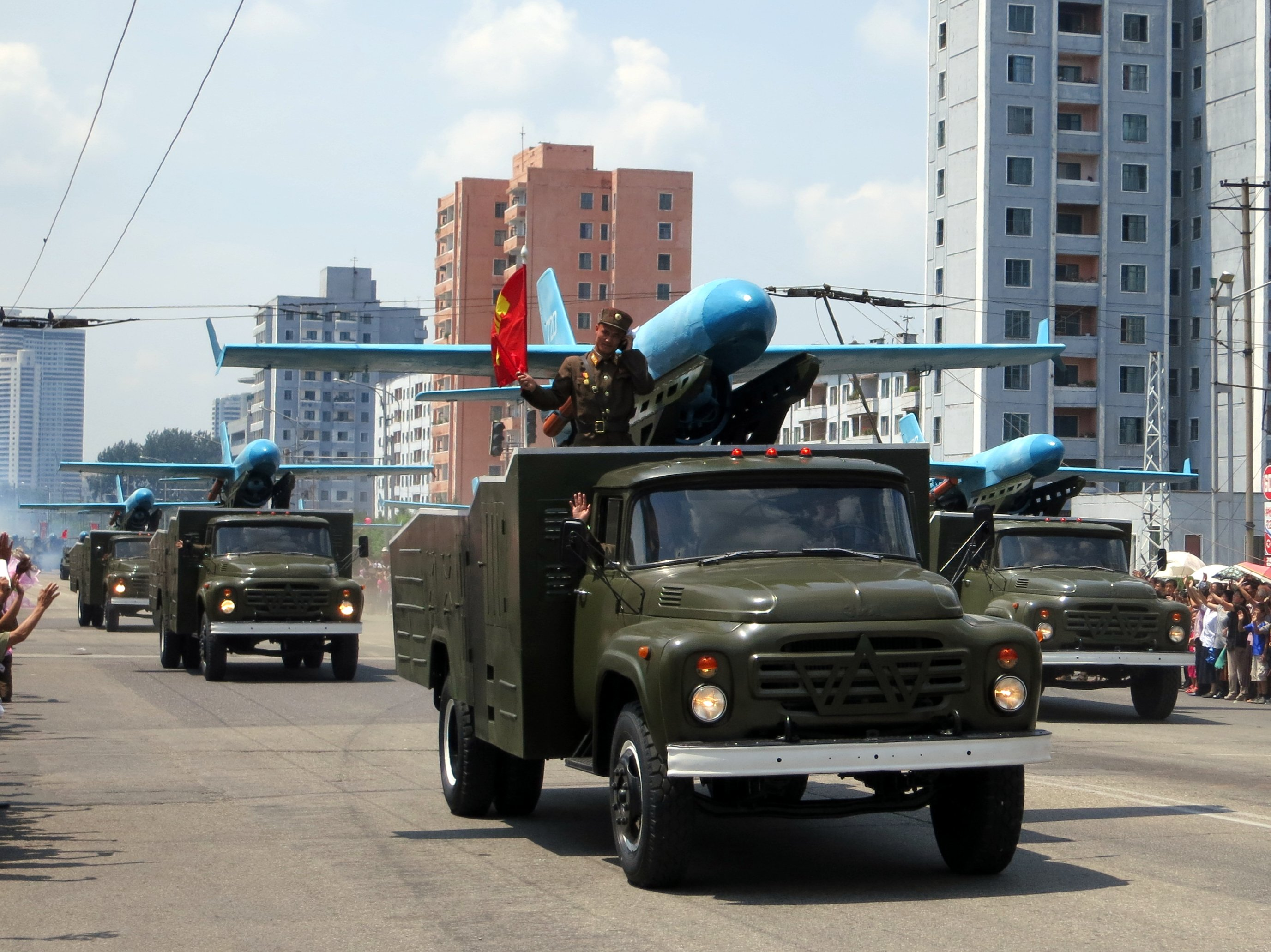
無人航空機を乗せたZIL-130トラック（2013年）

- グライダー - 1981年からロシア沿海州アルセーニエフで製造された空中競技用セイルプレーンを輸入、第8特殊軍団隷下の空中浸透旅団で訓練用に運用しているという[8]。
- 無人航空機 - 2012年の金日成生誕100周年記念パレード[53]と2013年の戦勝記念パレードに無人飛行機を搭載したトラックが登場したほか、同年の軍事演習を伝えたテレビ映像に登場した[54]。2014年3月24日[55]と3月31日[56]、2017年に韓国領内に墜落したことが報じられた。いずれもデジタルカメラを搭載しており、2017年の墜落時ではTHAADを撮影していた[57]。

## 軍艦

### 艦艇
駆逐艦
- 崔賢(チェ・ヒョン)級- 2隻(建造中)。2024年末に造船所で建造中の艦を金正恩が視察したとされる画像が公開された。予想された通り、フェーズドアレイレーダーやVLSを装備する[58][59]。

#### フリゲート
- ナジン（羅津）級 - 2隻
- ソホ級 - 1隻
- クリヴァク3型国境警備艦 - 1隻。2009年になって、兵装を撤去した1隻が日本海側の港で係留されていることが判明した。ただし、運用や改装がされているかは不明[60]。元はロシアがスクラップとして売却した巡視船で、現在は解体され姿を消した。

#### コルベット
- 沙里院（サリウォン）型 - 3（4？）隻
  - 満載排水量：650t、全長：62.1m、全幅：7.3m
  - 最大速度：21ノット
  - 兵装：57mm連装対空砲×2 14.5mm4連装機関砲×2 RBU-1200×2 対潜爆雷投下機×2
  - 旧ソ連製哨戒艇を基にしたと思われる艦艇。RBU-1200や爆雷投下機は装備していない艦も存在する。速力も低く沿岸警備艇程度の用途と思われる。
- トラル級- 1隻
  - 満載排水量：476t、全長：62m、全幅：7.1m
  - 最大速度：18ノット
  - 旧ソ連製掃海艇にT-55もしくはT-34の戦車砲を主砲として載せた艦。第二次世界大戦時に建造された艦で、1980年代に退役したと考えられていたが、1993年のノドン発射時に1隻が日本海に展開した。
- アムノク級
  - 2010年代初頭から建造が確認されていた新型コルベットで､SES船体構造のミサイル艇のようにステルス化を意識した見た目となっている｡2番艦まで建造が確認されており､1番艦は2017〜18年ぐらいから東海艦隊にて配備が確認されている｡ただ側面には艦窓が複数設置されていたり、砲塔が非ステルス形状であるなどといった未発達の部分も存在している｡武装は1番艦と2番艦の間で異なる｡
    - 1番艦　満載排水量:約1500トン、全長:77メートル、全幅9メートル、速力(推定値):20ノット後半　　　　　　　　　　　　　　　　　武装:手動式100mm単装砲×1,金星-3(クムソン)対艦ミサイル4連装発射機×2,14.5mm多銃身機関銃×2(手動),AK-230改多砲身機関砲×2,RBU-1200 5連装対潜ロケット発射機×4,533mm連装魚雷発射管×2、近接防空ミサイル6連装発射機×1(ミサイル本体は9K310などの携行式対空ミサイル発射機を転用したもの)                         各種電子兵装:362型対空・対水上レーダー×1(上段),古野製対水上・航海用レーダー×1(中段),MR-104「ドラム・ティルト」照準獲得・火器管制用レーダー×2(AK-230改用),6連装チャフ・フレア発射機×4
    - 2番艦 満載排水量、全幅、全長、速力といった数値は1番艦と同様                              武装:76mm単装自動速射砲(オットー・メララ社製76mm単装砲のコピー)×1,それ以外は1番館と共通ではあるが構造等に若干の変更有        各種電子兵装:MR-104火器管制用レーダーが無蓋式に変更された以外は同じ構造
- トゥマン級

### 潜水艦/潜水艇

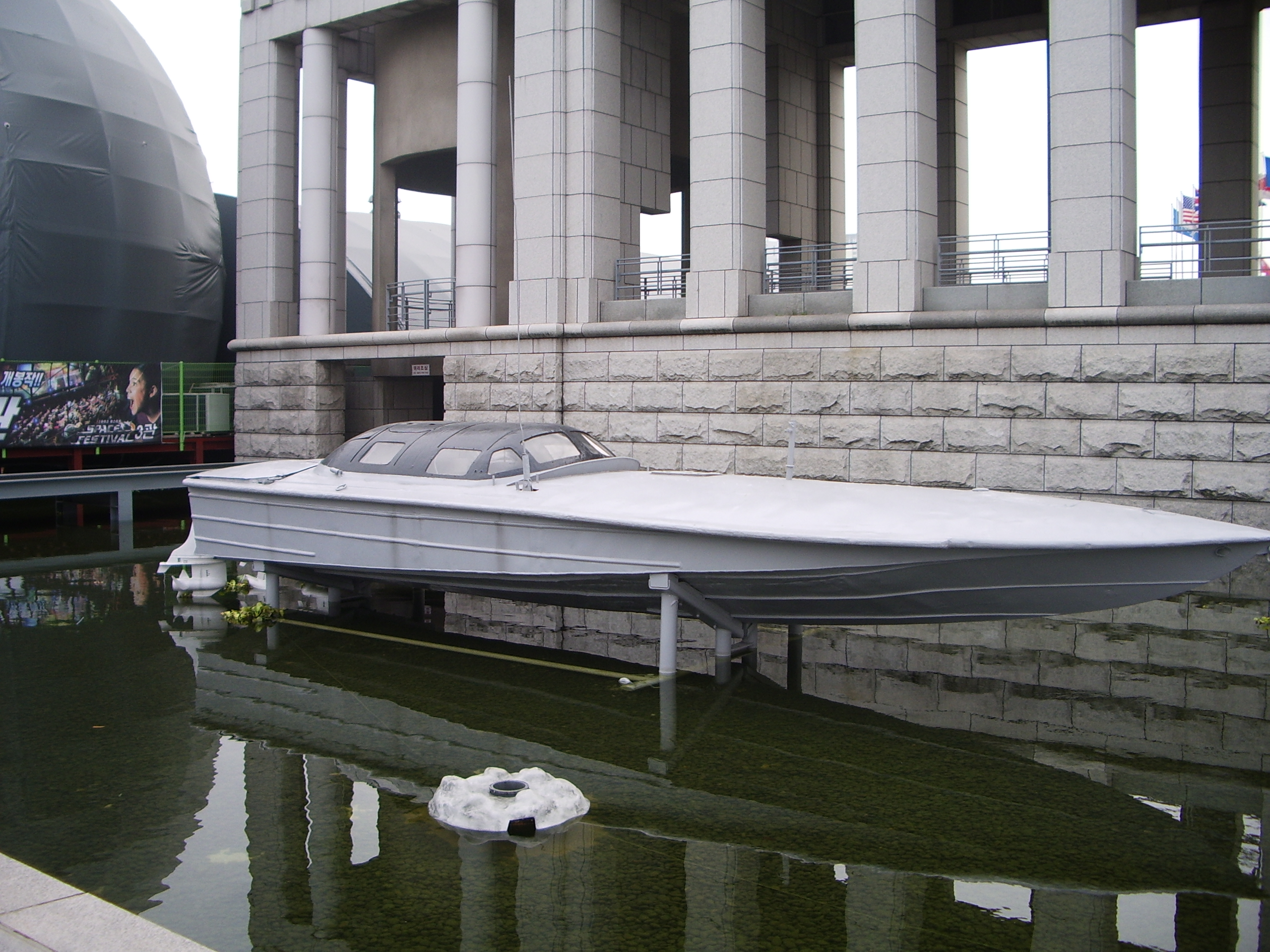
1983年12月3日にプサン近郊で発見された半潜水艇

- ウィスキー級 - 4隻。旧ソ連製。老朽化が著しくほとんど行動不能と思われる。
- ロメオ級 - 22隻。一部は中国製だが、大半は1995年までに国産された。船体は緑色に塗装されている[61]。
- サンオ型 - 20隻程度。北朝鮮製。全長35mの小型潜水艦。1993年に江陵浸透事件で韓国軍に鹵獲された。
- 戦術核攻撃潜水艦第841号「金君玉(キム・グンオク)英雄艦」 - 2023年9月6日に進水した最新型の潜水艦。ロメオ型潜水艦の改造型とされる。艦橋構造物後部にミサイル発射筒が8〜10基ほど設置されている。艦名の金君玉は朝鮮戦争時の共和国英雄に由来する[62]。
- ヨノ型 - 10隻程度。全長29mの新型潜水艇。韓国海軍「天安」を撃沈した可能性が提起されているほか、イランに輸出されている。日本語訳でサケ型とも呼ばれることもある。
- ユーゴ型 - 20隻程度。全長18mの浸透用潜水艇。数名の特殊部隊員を乗せることができる。1998年に韓国軍に鹵獲されている。
- 半潜水艇 - 船体のみ潜水可能な小型艇。韓国や日本への密入出国に用いられており、韓国沿岸で鹵獲されたものもある。
- 水中スクーター - 工作員の揚陸用に用いられているとされる。九州南西海域工作船事件で回収された他、韓国沿岸や日本の日本海側沿岸で漂着したのが見つかったことがある。

姜成山元総理の娘婿で韓国へ亡命した康明道は、1993年頃に北朝鮮が2隻のソ連製原子力潜水艦のスクラップを引き受けたが、その後、スクラップ作業を行わず北朝鮮国内の軍港に係留したままにしていたことを明かしている。

### 小型艇
- ノンゴ級高速ミサイル艇
  - 2015年2月7日に、金正恩が新型対艦ミサイルの試射に立ち会ったという報道に登場した新型ミサイル艇。労働新聞掲載の写真から、AK-630によく似たAK-230の多連装型(独自改良生産型)を一基と3M24「ウラン」（SS-N-25「スイッチブレード」）連装発射機を2基装備し、艦砲としてオート・メラーラ製76mm速射砲に酷似したものを一基搭載。更に携行型対空ミサイル(MANPADS)の連装発射機を搭載する。レーダは古野電気製の三次元式航海用レーダーと思われる民用レーダーとAK-230の火器管制用に用いられているMR-104ドラム・ティルトレーダーが装備されている。また後述のヘサム級とは異なり、艦橋部が曲線で構成されている。
- ヘサム級
  - 近年登場したノンゴ級の改良型。艦体が傾斜したステルス艦であることが指摘されている｡なお前述のノンゴ級から武装が変更されており、独自開発の14.5mm多連装機銃を2基装備している。またAK-230の多連装型機関砲が76mm速射砲と置き換わる形で一基追加され、合計2基を装備する。改良型のヘサムBと呼ばれるタイプでは艦首のAK-230の多連装型機関砲が再度76mm速射砲に置き換えられ、対艦ミサイルの発射機が艦内に格納可能な構造となり、またマストがステルス化を意識した為かより平面となっている。なお、現時点でノンゴ級とヘサム級を合わせて10隻ほどが確認されている。[64][65]。
- SES-A級ミサイル艇　1隻
  - 全長：約35m、全幅不明、排水量：約200トン台前半、速度：不明
  - 2000年代前半に衛星写真で初確認された。波の抵抗を低下させるために近年の北欧の国々のミサイル艇で採用されているSES船体が用いられている。評価試験用と思われ、一隻しか確認されていない。武装はP-15対艦ミサイルの発射機が2基、多連装版AK-23030mm機関砲が2基、また対地攻撃用と思われる多連装ロケット発射機を装備している。得られた技術ノウハウ等はノンゴ級やヘサム級を建造する際に役立てられたと思われる。
- ソジュ型ミサイル高速艇　50隻
  - 全長：39m、全幅8.1m、排水量：210トン、速度：38ノット
  - ソ連の「オーサ級ミサイル艇」を北朝鮮が独自改良したもの。武装は、P-15（SS-N-2「スティックス」）対艦ミサイル4基、20ミリCIWS1基装備
- 206T「シュトールム」型魚雷艇 - 4隻
- 海南型哨戒艇 - 4隻
  - 武装：57mm連装機関砲 - 2基、2-M-3 25mm連装機関砲 - 2基
  - 中国製警備艇で、中国をはじめアフリカ各国でも用いられる。1993年のノドン発射時には日本海に展開した。
- チョンジン型警備艇 - 52隻
  - 全長：27.7m、全幅6.4m、満載排水量：82.0トン
  - 最大速度：38ノット
  - 旧ソ連製P-6型魚雷艇を大型化した船体の前部にT-34/85の85mm砲を砲塔ごと1門、後部にKPV 14.5mm連装機関銃を2基装備した警備艇。2002年6月29日の第2延坪海戦では、韓国海軍のチャムスリ型警備艇「357」を撃沈している。
- 工作船 - 密出入国に用いられる小型船。日本や中国漁船に偽装しているが、大型アンテナや小型艇を放出する扉を有しており、機関銃や携行ミサイルで武装、自爆装置も持つ。

### その他
魚雷艇、哨戒艇、高速艇、兵員用の小型上陸用舟艇、ホバークラフト等を多数配備している。哨戒艇は半島西部沿岸のワタリガニ漁場で度々韓国漁船を拿捕しており、韓国海軍の哨戒艇と交戦した（第1延坪海戦、第2延坪海戦）こともある。

## ミサイル

### 地対地ミサイル
- P-15（SS-N-2「スティックス」）
- HY-2（CSS-N-3「シルクワーム」）
  - 沿岸防衛用にM1991 122mm自走カノン砲と同型の車体に発射機1基を搭載した車体を配備、積極的に演習で試射している。Il-28、An-2に搭載して空対地ミサイルとしても運用している。

### 対戦車ミサイル
国産化した対戦車ミサイルには、プルセ（불새、Bulsae、「火の鳥」の意味）」の名が与えられている。
- 9M14「マリュートカ」（AT-3「サガー」） - 1974年にエジプトから入手した9M14か、中国から入手したHJ-73をリバースエンジニアリングして「火の鳥1」として国産化した[3]。
- 9K111「ファゴット」 (AT-4「スピゴット」) - 1980年代から2000年代にソ連から購入したとされ、後にリバースエンジニアリングで国産化した物を「火の鳥2」(불새-2、Bulsae-2)として運用している。AT-4の名でイランやミャンマー、ハマースの軍事部門に輸出された[3]。
- 火の鳥3 - 火の鳥2の改良型[66][67]。
- 火の鳥4　- 2021年10月に行われた国防武器展覧会である｢自衛2021｣にて公開された新型対戦車ミサイル。光ファイバーを用いた有線誘導方式とされる。なお、M2018と呼ばれるM2010装輪装甲車に対戦車ミサイルを載せた車両に搭載されているミサイルである可能性がある。形状や全体的な見た目は中国のHJ-10やスパイク　LR/MRに似ている。なお紹介映像には軍艦からの射撃テストの光景も紹介されていた。[68]
- 名称不明の新型対戦車ミサイル - 上記の火の鳥4と同じく､｢自衛2021｣で確認されたミサイル。形状はイスラエルのニムロッド対戦車ミサイルに似ており、本家を参考にしているのであれば､かなり長射程であると思われる｡
- 9M113 - 最近出現したストライカー装甲車に似た新型装輪装甲車の対戦車型車両に搭載されていると思われる。国産化されている可能性もある。なお､この新型装輪装甲車の発射機は格納と展開が可能な構造であるとされる｡朝鮮中央放送によって放送された映像中から､発射テストの様子と思われる部分が確認されている。
- 9M120（英語版） - 正規品かその類似品を入手し、使用しているとされている[69]。
- M-2018 - 2018年に行われた軍事パレードに初登場した新型の対戦車車両。M-2010に火の鳥4を6連装発射機で搭載したものであると思われる。なお、スパイク対戦車ミサイルかその類似品を模倣生産したものを搭載したとする見方もある。2024年7月30日頃、ロシアのボウチャンシク付近でウクライナ軍のドローンが撮影し[70]、12月6日にはウクライナ陸軍の第3独立強襲旅団のドローン部隊「ビトロロム」が類似する装甲車両をハルキウ州で撃破したと発表した[71]。

この他にも､形式不明ながら2021年9月9日に行われた軍事パレードでは､農業用トラクターを軍用向けにしたモデルに兵士が2〜3人搭乗したトレーラーを繋ぎ、その荷台に対戦車ミサイルの発射機を載せたものが登場した。

### 弾道ミサイル
- KN-02 (ドクサ)- 9K72の独自改良型。2008年の軍事パレードでベラルーシ製トラックに搭載されて登場。
  - KN-08
  - KN-14
  - 北極星1号(KN-11)
  - 北極星2号(KN-15)
  - 北極星3号(KN-26)
  - 北極星4号
  - 北極星5号
- スカッド - ソ連製の短距離弾道ミサイル（SRBM）。MAZ-543輸送起立発射機（TEL）に搭載されている。
  - スカッドB - 2基。1976年、エジプトより購入契約。
  - ファソン5（英語版） - スカッドB改。「ファソン（화성、Hwasong）」は「火星」の意味。
  - ファソン6（英語版） - スカッドC改。
  - スカッドPIP
  - スカッドER
  - KN-18 - 2017年にMARVから試験発射した。スカッドC改ことファソン6（英語版）の改良型であり、米国防省からKN-18と命名された。
  - KN-21 - スカッドB改ことファソン5（英語版）の改良型。2017年にMARVから試験発射した。米国防省からKN-21と後に名称が発表された。
  - 火星8型　- 2021年9月29日ごろに発射された新型の極超音速ミサイル。朝鮮中央通信と労働新聞が報じ、朝鮮中央通信が名称の公開を行った｡2022年1月には複数回発射されたことが確認された。
- ノドン - スカッドを改良した国産MRBM。
  - テポドン1号（白頭山1号） - 1998年8月31日に発射試験が行われた。北朝鮮は人工衛星「光明星1号」の発射用ミサイル「白頭山1号」と主張している。
  - テポドン2号 - テポドン1号の改良型。2006年7月5日に発射試験が行われた。
  - 銀河2号 - テポドン2号の改良型とみられる人工衛星発射用ロケット。2009年4月5日に発射試験が行われ、北朝鮮は光明星2号の発射と主張している。
  - 銀河3号 - 2012年4月13日、銀河3号として光明星3号1号機の打ち上げに用いられたが軌道投入に失敗。2012年12月12日に銀河3号2号機として光明星3号2号機の打ち上げに用いられ、軌道投入に成功した。2016年2月7日にも発射試験が行われ、光明星4号の軌道投入に成功した。
- ムスダン - ソ連製R-27(SS-N-6)を改良、地上発射型に改装した中距離弾道ミサイル（IRBM）[72]
- KN-23 - 9K720「イスカンデル」（SS-26「ストーン」）に類似した新型SRBM。2017年9月ごろ、最初の試射が行われ、続く2019年5月4日と9日、7月25日、8月6日に相次いで発射試験が行われた。2021年3月25日には、鉄道の貨車を用いた隠蔽式の発射機から発射された。
- KN-24 - MGM-140 ATACMSに類似したSRBM。全長が長く、複数箇所で異なる構造をしている。2019年8月と2020年3月に発射試験が行われた。
- 精密誘導型短距離弾道ミサイル(名称未公開) - 2017年5月29日に発射し、北朝鮮は精密誘導ミサイルと発表した[73]。
- KN-27 - 2021年3月25日に発射された新型とみられる精密誘導短距離弾道ミサイル。同年1月に開催された閲兵式で初公開された5軸10輪のTELに乗せられたミサイルと同一であるとされ、労働新聞ら現地国営メディアも発射成功と伝えた[74]。KN-24の射程延伸などの改良型と思われ、外見が酷似している。
- 火星12(KN-17)
- 火星14 - 2017年7月4日に発射された、大陸間弾道ミサイル(ICBM)。通称KN-20[75]。
- 火星15(KN-22)
- 火星17 - 2020年10月に行われた軍事パレードで初めて登場した。11軸22輪の超大型TELに搭載されており、射程は1万3000km超と専門家から推測されている。
- 火星18

## その他兵器
- ATM-74（英語版） - ロシア製TMD-B地雷を基にした地雷。外ケースは木製。
- 爆薬 - 角筒形容器に信管を組み込んだ破壊工作、および自爆用携行爆薬が南侵トンネルや工作船から見つかっている。
- 自由-914 - 兵員降下用落下傘。北朝鮮国産。
- 自由-91 - 自由-914の後継として配備されている落下傘。軽量化されている上に最低降下/開傘高度が低くなっており、亡命者の証言でも操作が容易で折り畳みやすく、着地時の衝撃も少ないと評されている[8]。
- 軍刀 - 大日本帝国統治下の時代に持ち込まれたものとみられる。一部は終戦後に残されたものが朝鮮戦争で使用された。なお現在まで軍事パレードや閲兵式で用いられている可能性があるが、途中で置き換えられている可能性もある。